# Sálvame (programa de televisión)
Sálvame fue un programa de televisión español producido por La Fábrica de la Tele y emitido en las tardes de Telecinco entre el 19 de marzo de 2009 y el 23 de junio de 2023. En él se comentaba la actualidad del mundo del corazón y de los rostros más populares del país con un equipo de colaboradores, conectando con reporteros y dando paso a diversas secciones.
El espacio era conducido por Jorge Javier Vázquez y Adela González, siendo Terelu Campos o María Patiño quienes lo presentaban en ausencia del primero y a dúo los viernes. Anteriormente, alternaban con Vázquez la presentación del programa Paz Padilla y Carlota Corredera, siendo Núria Marín, Kiko Hernández, David Valldeperas o Carlos Lozano los sustitutos habituales.
El formato se dividió desde 2014 en Sálvame Limón (16:00-17:00), con más libertad para emitir ciertos contenidos, y Sálvame Naranja (17:00-19:00/20:00), que incluyó en su última etapa Sálvame Naranja Plus (19:00-20:00 en Mitele Plus), con contenidos más limitados por emitirse en horario protegido. Además, desde 2019, surgió un último tramo en función de las necesidades de alargar el programa una hora más en distintos momentos de dichas temporadas, el cual recibió el nombre de Sálvame Banana / Tomate / Sandía (20:00-21:00), con menos restricciones que los dos tramos anteriores.
Sálvame fue un programa controvertido al que se calificó en muchas ocasiones como telebasura, convirtiéndose en el espacio televisivo que más quejas acumuló por no cumplir el Código de Autorregulación de Contenidos Televisivos e Infancia. Más de la mitad de las protestas que tuvo la cadena fueron debidas a este programa (26 de 40). Incluso llegaron a solicitar su retirada de la programación diversos organismos públicos y particulares debido a su contenido basado en polémicas, morbo y discusiones. Estos casos llevaron a la apertura, por parte del Ministerio de Industria, de un expediente sancionador contra Mediaset España. Asimismo, a mediados de julio de 2011, la Asociación de Usuarios de la Comunicación pidió la retirada del programa. Igualmente, en la red existieron campañas para presionar la retirada del programa del horario de protección del menor, ya que el formato podría haber incumplido lo estipulado en el código de autorregulación, punto de referencia de la Ley General de Comunicación Audiovisual para la protección de menores.

## Historia
Apodado por los integrantes del mismo como «golfo», Sálvame se estrenó semanalmente el jueves 19 de marzo de 2009, en horario de late night, tras la primera gala de Supervivientes en Telecinco, contando en su primera emisión con Rosa Benito, Kiko Hernández, Belén Esteban, Jimmy Giménez-Arnau, Karmele Marchante y Nuria Bermúdez como colaboradores comandados por Jorge Javier Vázquez. El programa, que obtuvo en su estreno un 25,8% de cuota de pantalla y casi un millón de seguidores (976.000), nació con el objetivo de comentar, en clave de humor y desenfado, la edición del reality show de supervivencia, pero pronto, los enfados y las peleas en directo desplazaron el contenido formal del programa.
Dada la rentabilidad de este espacio, pues la audiencia era abrumadora y el presupuesto escaso, la cadena decidió ubicar el formato en las sobremesas de entre semana bajo el nombre de Sálvame Diario desde el 27 de abril de 2009, en el que se incluían los resúmenes diarios de Supervivientes 2009 y Operación Triunfo 2009, con el posterior debate entre los colaboradores, que en su primera emisión diaria fueron Kiko Hernández, Begoña Alonso, Karmele Marchante y Jimmy Giménez-Arnau. Sin embargo, el programa empezó a introducir contenidos del mundo del corazón con un enfoque que iba de la ironía a la sátira con un resultado exitoso y se convirtió en la auténtica gallina de los huevos de oro de Telecinco. Finalmente, estos contenidos se apoderaron del formato, que contaba con algunos colaboradores fijos y otros que iban cambiando, siendo estos también el foco de las polémicas y las peleas. Uno de los peores momentos tuvo lugar el 23 de julio de 2009, cuando Pipi Estrada y Jimmy Giménez-Arnau llegaron a las manos durante una pausa publicitaria, tras una discusión durante el programa.
Por su parte, la emisión semanal, conocida como Sálvame «golfo», continuó con un contenido más polémico e hiriente que el programa de las tardes. Sin embargo, el final del reality show de supervivencia y la mala acogida obtenida por El topo propiciaron la caída de audiencia del programa nocturno y, tras los malos datos que venía cosechando durante sus últimas emisiones, la cadena decidió sustituirlo por un nuevo espacio llamado Sálvame Deluxe, con el mismo prentador y colaboradores. Gracias a este cambio, la audiencia remontó considerablemente y desde su estreno —el 7 de agosto de 2009— se convirtió en todo un éxito, llegando incluso a liderar la noche de los viernes en varias ocasiones.
El 16 de septiembre, el programa diario celebró sus 100 emisiones con el equipo caracterizado como personajes de circo. Así, Jorge Javier Vázquez se disfrazó de domador, Belén Esteban de Picapiedra, Kiko Hernández de torero fucsia, Karmele de bailarina de charlestón, Lydia Lozano de estríper, Marc Ostarčević como el mago Merlín, Miquel Serra de plátano y Rosa Benito de Campanilla.
El 6 de noviembre de 2009, la humorista y actriz Paz Padilla se incorporó al equipo del programa para presentar los programas de los viernes, ya que Jorge Javier Vázquez conducía ese mismo día por la noche el programa semanal. Posteriormente, en mayo de 2011, se le ofreció la conducción de los jueves, ya que el presentador principal afrontaba la edición de Supervivientes por primera vez hasta finales de julio.
Debido al éxito del formato, Telecinco confió a Jorge Javier Vázquez y Belén Esteban las Campanadas de fin de año para dar la bienvenida al 2010. Del mismo modo, el presentador repetiría esta experiencia en la transición de 2011 a 2012 junto a Isabel Pantoja y Kiko Rivera.
Por otro lado, el programa anunció que Karmele Marchante, quien tenía una sección desde 2009 sobre un consultorio en el que respondía a cuestiones de carácter sexual, se presentaría a la preselección de Televisión Española para el Festival de Eurovisión de 2010, bajo el nombre artístico de Pop Star Queen. Así, la periodista presentó tres canciones («Soy un tsunami», «La Carmelita» y «Las mujeres al poder») de las cuales fue elegida «Soy un tsunami» para presentarse a la convocatoria. El día de Nochebuena fue presentado su videoclip y el 18 de enero de 2010 fue admitida oficialmente por RTVE. Esta canción se situó desde el primer día en la primera posición de las votaciones en Internet, pero finalmente fue rechazada tras conocerse que algunas partes de «Soy un tsunami» incumplían el reglamento de la UER para el Festival de la Canción de Eurovisión, como el hecho de no ser un tema inédito, de haberse presentado antes de la fecha estipulada, de haber emitido el videoclip fuera de TVE o del uso de marcas comerciales como «Carrefour».
Luego, el 17 de febrero, el formato celebró sus 200 emisiones convirtiendo el plató en una copia del famoso Moulin Rouge, donde todos sus miembros se transformaron en cabareteras y bailarines y donde recordaron los 200 programas en 200 segundos, poniendo como broche de oro la actuación de Jorge Javier con el tema «Soy lo que soy», acompañado de un cuerpo de bailarinas. Del mismo modo, el 27 de abril conmemoró su primer aniversario como programa diario con una fiesta temática sobre la Feria de Abril, en la que el equipo se vistió con trajes de corto y de faralaes y contó con la presencia de Los marismeños para interpretar algunas de las rumbas y sevillanas de su repertorio. Poco más de dos meses después, el 8 de julio, celebró sus 300 emisiones con los colaboradores vestidos con trajes de baño de principios del siglo XX, decorando el plató para la ocasión como una playa del norte de España, con toallas y casetas para el cambio de ropa sobre arena de playa.
Por su parte, el 28 de octubre de 2010, María Teresa Campos se incorporó al programa como defensora de la audiencia. En esta sección se empezó a dar voz a las personas que veían el programa, quienes opinaban sobre el espacio, los colaboradores o los temas que trataban.
Poco después, el 23 de noviembre, el espacio celebró sus 400 emisiones. Para ello, el equipo se disfrazó de superhéroes y villanos. Así, Jorge Javier fue de Spider-Man, Kiko Hernández de Batman, Belén Esteban de Lara Croft, Kiko Matamoros y Terelu Campos de Superman y Supergirl, Karmele Marchante de Cruella de Vil, Jesús Locampos del Joker, Lydia Lozano de Xena, Luis Rollán de Lobezno, Raquel Bollo de Catwoman y Rosa Benito de Wonder Woman.
A raíz del éxito de las dos ediciones de Sálvame, Telecinco creó un nuevo espacio en su página web denominado Sálvame Pirata, también emitido en La Siete junto a las redifusiones de Sálvame y Sálvame Deluxe. Fue un espacio breve, donde los reporteros entrevistaban a colaboradores y miembros del público asistente durante las pausas publicitarias, además de mostrar lo que ocurría en el programa en cada corte y detrás de las cámaras. Además, aprovechando el éxito del espacio televisivo, la cadena programó La última cena, un especial previo y posterior a las Campanadas de fin de año que darían la bienvenida al 2011, el cual contó con Jorge Javier Vázquez, Belén Esteban y el resto de colaboradores habituales. Asimismo, el 25 de enero de 2011 se lanzó al mercado Sálvame, la revista de tirada semanal que trataba la actualidad del mundo de la farándula y de los rostros populares del país, sustituyendo a la revista mensual El club de Sálvame. Cinco años después, la revista dejó de publicarse.
El 26 de abril de 2011, Sálvame celebró su segundo aniversario y sus 500 emisiones rindiendo homenaje al programa Un, dos, tres... responda otra vez. Para ello, el especial contó con la colaboración de Mayra Gómez Kemp y los colaboradores fueron caracterizados como los míticos componentes del concurso. Así, Jorge Javier Vázquez se convirtió en uno de sus presentadores, Belén Esteban, Lydia Lozano, Raquel Bollo y Terelu Campos hicieron de azafatas, Kiko Hernández y Kiko Matamoros fueron los "tacañones", Mila Ximénez, Rosa Benito, Karmele Marchante y Luis Rollán ejercieron como concursantes y Juan «El golosina» se disfrazó de la calabaza Ruperta. Luego, el 15 de septiembre, volvieron a disfrazarse con motivo de los 600 programas, esta vez de colegiales y con la conversión del plató en un aula.
A lo largo de 2011 y 2012, llegaron nuevos colaboradores al programa. Estos fueron, entre otros, Chelo García-Cortés, Marta López, Teresa Berengueras, María Jiménez, Gustavo González, Toya Cassinello, Almudena Martínez «Chiqui» (tras haber sido reportera), Ángela Portero, Belén Rodríguez y Gema López, quien debutaría en la versión Deluxe. Asimismo, llegaron al programa Aída Nízar, Joaquín Torres y Cristina Tárrega con las secciones Sálvese quien pueda, Las casas de Torres y Por y para mí, respectivamente, siendo la primera de reportajes, la segunda sobre diseño de interiores y la tercera sobre cambios de imagen. También, Jaime Peñafiel tuvo su espacio donde trataba temas relacionados con la Casa Real.
A principios de 2012, el programa instauró un espacio llamado Sálvame Social. En él, personas cuyos hijos tenían algún tipo de problema, sobre todo de salud, acudían a contar su situación y los espectadores más solidarios llamaban para ofrecer su ayuda.
En junio de 2012, un pueblo salmantino inauguró la Plaza Sálvame en homenaje al programa de Telecinco. La ubicación de esta plaza está situada en la parte trasera de la Iglesia de San Pedro, en el municipio de Calvarrasa de Abajo. Su origen se remonta un mes antes, cuando Paz Padilla solicitó a algún municipio de España que los vecinos homenajearan al programa, por lo que el alcalde de Calvarrasa de Abajo, que asistió ese día a plató junto a un grupo de habitantes de su pueblo, se levantó desde la grada y prometió una calle. Finalmente, en el mes de junio fue inaugurada una plaza y fue la colaboradora Marta López la encargada de pregonarla.
El 11 de junio de 2012, el programa se renovó por completo cambiando todos sus contenidos, grafismos y plató, tal y como habían anunciado la cadena y el propio espacio a través de autopromociones en pantalla. La llamada #RevoluciónSálvame comenzó en la tarde del 4 de junio, cuando el formato quiso mostrar en directo a sus espectadores cómo iba avanzando la reforma del plató. En esta etapa se incorporaron secciones como Quédate conmigo, Parada Sálvame, Orígenes y Lady España. En la primera, Dani Santos (concursante de Gran Hermano 12+1) ayudaba a varias personas a encontrar el amor, mientras que en la segunda, personas anónimas podían acudir a demostrar algún talento. La tercera, por su parte, trataba de hacer un reportaje en el que los colaboradores visitaran los lugares donde nacieron y pasaron su infancia y, en el caso de la cuarta, se trataba de recuperar el mítico concurso de belleza, cuya ganadora fue Lady Andalucía.
El 17 de julio de 2012, Rosa Benito fue despedida de Sálvame. La colaboradora del espacio de Telecinco, presentado ese día por Paz Padilla, fue despedida temporalmente por la dirección del programa después de enfrentarse en directo en el plató a José María Franco, exchófer de la familia de Rocío Jurado y un habitual de los programas del corazón, donde suele arremeter contra Ortega Cano y los Mohedano. Finalmente la colaboradora se reincorporó a su puesto en agosto de 2012, permaneciendo así fuera del programa durante veinte días.
En enero de 2013, María Teresa Campos inició una nueva sección llamada El confesionario, que compaginaría con La defensora de la audiencia, en la que los colaboradores podían tratar sus conflictos y desahogarse. Del mismo modo, el programa estrenó la sección El reto más gordo, con el fin de ayudar a adelgazar a algún personaje famoso, siendo Carmen Bazán la primera protagonista. Otras de las secciones lanzadas ese año fueron El pasado siempre vuelve, en la que José Manuel Parada hacía un repaso al pasado de algunas caras conocidas de la cadena, la que estaba destinada a buscar pareja a Leticia Sabater, La caravana del olvido, en la que Olvido Hormigos pasó el verano buscando el mejor cuerpo del año, y Antes muertos que sencillos, en la que los colaboradores interpretaban una canción caracterizados del cantante original. También, cabe destacar los fichajes de Jesús Mariñas, Desireé Rodríguez (finalista de Gran Hermano 14) y Miguel Temprano. Es también remarcable, desde principios de dicho año, la realización de tests de inteligencia a los presentadores, colaboradores e invitados por parte de la psicóloga Irene López Assor.
Por su parte, entre el 13 de abril y el 8 de junio, las tardes de los sábados de Telecinco estuvieron ocupadas por Las bodas de Sálvame. En el espacio presentado por Kiko Hernández y Carmen Alcayde, varias parejas podían casarse en las instalaciones de Mediaset.
El 2 de septiembre de 2013, dio comienzo la quinta temporada del programa con el regreso de Jorge Javier Vázquez, finalizando la temporada de verano y cambiando la banda sonora «Sálvame» de Bibi Andersen en la cabecera por la versión cantada por Mila Ximénez. Además, se inauguró un sillón de pruebas en el que varios periodistas famosos serían candidatos a ocupar una nueva silla en el formato. Por su lado, Chelo García-Cortés inició una sección de reportajes y entrevistas a pie de calle llamada Diario Ché, y Kiko Hernández hizo lo propio con Se busca, un espacio en el que se recordaba a rostros conocidos que ya no aparecían en televisión o habían caído en el olvido, repasando brevemente su trayectoria y comentando lo que se sabía de ellos en la actualidad. Aparte de ello, Bienvenida Pérez fichó por el programa para llevar a cabo una sección denominada Al salir de class, en la que enseñaría inglés a los colaboradores, y Joaquín Torres estrenaría El inspector del lujo.
En julio de 2014, Sálvame celebró su quinto aniversario. Para ello, el programa recreó la Divina comedia y pidió a los espectadores fabricar una antorcha casera y correr por los sitios más famosos de su municipio. Además, los colaboradores dieron su primera rueda de prensa, se celebró una jornada de puertas abiertas con exposiciones para el público, hicieron un repaso de todo lo acontecido a lo largo de los cinco años de emisiones y hubo una serie de sorpresas para el equipo.
Ese mismo año, Carlota Corredera tuvo su primera experiencia como presentadora, concretamente el 1 de septiembre, aunque fue un año más tarde cuando pasó a ser una de los tres presentadores titulares tras sustituir a Paz Padilla durante sus vacaciones. Asimismo, dieron comienzo las secciones Cuentos chinos, en la que Yong Li (finalista de Supervivientes 2014) debía desempeñar diferentes trabajos; Un príncipe para Karmele, con el fin de buscar pareja a la colaboradora; Me encanta cuidarme, una sección de salud con el doctor Luis Gutiérrez, y la segunda versión de El reto más gordo, esta vez con Mila Ximénez y Diego Matamoros como su entrenador. También es destacable el lanzamiento del libro de cocina Las recetas de Sálvame, con platos sencillos de elaborar, consejos y trucos.
El día 17 de diciembre de 2014, la Comisión Nacional de los Mercados y la Competencia instó a Mediaset España a que adecuara la calificación por edades y la emisión del programa, al considerar que algunas entregas del espacio vespertino vulneraban el horario infantil protegido. Desde ese día, Telecinco comenzó a reivindicar su derecho a emitir libremente los contenidos en Sálvame, programa líder de audiencia en la franja de la tarde, con las campañas «Más Sálvame que nunca» y «Yo veo Sálvame». Sin embargo, tras el ultimátum de la CNMC, Sálvame Deluxe anunció el 19 de diciembre que el programa diario sería dividido en dos espacios de distinto nombre, con contenidos adecuados según la franja de edad. Así, tras 1.462 entregas, desde el 22 de diciembre de 2014, Sálvame se dividió en Sálvame Limón, emitido de 16:00 a 17:00 con una calificación de no apto para menores de 12 años y con libertad para emitir ciertos contenidos, y Sálvame Naranja, emitido de 17:00 a 20:05, con una calificación de no apto para menores de 7 años y unos contenidos más limitados.
En el año 2015, es destacable la celebración de la primera edición de la Sálvame Fashion Week, donde los colaboradores desfilaron vestidos por conocidos diseñadores. También, cabe mencionar la llegada de María Patiño como colaboradora del programa y la puesta en marcha de las secciones Más benita que ninguna, en la que Rosa Benito recibiría la ayuda de coaches como Cristina Soria o Andrea Vilallonga para ser más feliz, permitiéndole cambiar su estilismo o cumplir algún sueño pendiente; Lydia quién baila, en la que Lydia Lozano preparaba cada semana una coreografía junto al bailarín Pol Chamorro para ejecutarla en el programa y que sus compañeros y la audiencia la puntuaran; Las rubias no somos tontis con reportajes de Ylenia Padilla, y la tercera versión de El reto más gordo, ahora con Sema García (amigo de Isa Pantoja) y su entrenador personal, Rafa Martín.
A lo largo del año 2016, el programa sufrió un baile de colaboradores. Una de ellas fue, aunque por poco tiempo, la exdirectora y también presentadora del programa, Carlota Corredera. Además, después de un año sin colaborar en el programa, en enero regresó Belén Rodríguez para incorporarse como colaboradora fija y, unos meses más tarde, también se incorporó Anabel Pantoja con motivo del estreno de la nueva edición de Supervivientes. Por su parte, se celebró la segunda edición de la Sálvame Fashion Week, se estrenaron las secciones Bienvenido, Nicolás, de entrevistas con Francisco Nicolás Gómez Iglesias, y Te lo juro por Dior, en la que Cristina Rodríguez analizaba los estilismos de los famosos. En cuanto a la sección Lydia quién baila, fue sustituida por Rosa Pepi también baila, la cual tenía el mismo funcionamiento, pero con Rosa Benito como protagonista. Aun así, Lydia Lozano inició Lydia ahora también canta, en la que preparaba una canción semanal con el productor musical Alejandro Abad y la interpretaba en plató caracterizada del personaje.
Sin embargo, lo más significativo de ese año fue que tres de las colaboradoras veteranas del programa abandonaron Sálvame en poco tiempo: Rosa Benito fue despedida en junio por problemas de la dirección con su familia, que demandó a los directores; Raquel Bollo dejó el espacio en noviembre por motivos de índole personal y Karmele Marchante, que llevaba en el programa desde el primer día, abandonó Sálvame el 14 de octubre de ese año porque no se sentía bien tratada y, tras su marcha, concedió varias entrevistas criticando a sus excompañeros. Tras estas importantes bajas, Sálvame decidió poner en marcha un reality show llamado Sálvame Snow Week para que el público escogiera a los nuevos colaboradores. Después de doce días de convivencia en un balneario de Panticosa, los más votados por la audiencia fueron la periodista Laura Fa, Rafa Mora y la expareja de Carlos Lozano, Mónica Hoyos, quienes se incorporaron al programa entre diciembre de 2016 y enero de 2017.
El 14 de febrero de 2017, el programa celebró sus 2.000 programas en las tardes de Telecinco con una gala especial llena de números musicales, siendo estos protagonizados por sus tres presentadores, el equipo de colaboradores fijos y el equipo del programa, con historias emotivas y el día de San Valentín como protagonista. El programa 2.000, llamado Sálvame in love, fue presentado por primera vez por sus tres conductores al mismo tiempo: Jorge Javier Vázquez, Paz Padilla y Carlota Corredera.
En marzo de 2017, Mónica Hoyos dejó de aparecer en pantalla y, a finales del mismo mes, Belén Rodríguez abandonó el espacio tras una monumental bronca con Mila Ximénez. Sin embargo, tras 7 meses de ausencia, regresó en noviembre del mismo año tras solucionar los problemas con la sevillana.
A lo largo del periodo estival, el programa incorporó a Antonio Tejado y Suso Álvarez como colaboradores en plató, así como a Marco Ferri y Ángel Garó para que desarrollasen distintas secciones (Ferri a Ibiza y Yo soy el señor Garó, respectivamente, buscando en la primera la vida de los famosos en la isla balear y realizando monólogos humorísticos en la segunda). Tras el verano, tan solo Tejado continuó.
Para la temporada 2017-2018, el magacín fichó a Alba Carrillo y Carmen Borrego para que tuviesen unas secciones propias (Las pelotas de Alba y Campos de batalla, respectivamente), y en unas semanas también pasaron a ser colaboradoras al uso. También se incorporaron Alonso Caparrós, Antonio Montero y María Lapiedra. Asimismo, el programa puso en marcha una iniciativa en la que los colaboradores recrearían semanalmente una obra pictórica española en la sección Hecho un cuadro, con el fin de ser pintados por Antonio DeCinti y de subastar estos cuadros con un precio de salida de 200 euros (el de Jorge Javier Vázquez, 300 euros), donando la cantidad obtenida a organizaciones benéficas. El cuadro de Belén Esteban, caracterizada como el «Retrato de Dora Maar» de Pablo Picasso, fue el que logró mayor recaudación: 2.750 euros. Luego, se llevó a cabo una sección llamada Cuéntame, en la que los colaboradores se autoentrevistaban tratando temas desconocidos de su vida o que fueran complicados para ellos. Por su lado, en verano también prepararon un espacio denominado Curso del 63, en el que buscarían a algunos amigos y compañeros de clase de un colaborador para que contaran anécdotas suyas y cómo era este en su infancia. El primer protagonista fue Kiko Matamoros.
Más tarde, Mediaset confió las Campanadas de fin de año para dar paso al 2018 a los colaboradores de Sálvame. Así, la dirección decidió que Kiko Hernández estuviera en la Puerta del Sol, mientras que la audiencia eligió a los cuatro miembros restantes: Lydia Lozano, María Patiño, Mila Ximénez y Terelu Campos. Además, hubo un programa previo y posterior, que recibió el nombre de Sálvame Stars, en el que Jorge Javier Vázquez y todos los colaboradores (excepto los que presentaron las Campanadas) cenaron juntos, tomaron las doce uvas y reprodujeron conocidos vídeos musicales junto a varios cantantes.
El 22 de enero de 2018, el programa renovó completamente su línea gráfica anunciando una nueva etapa. Así, estrenó logo, cabecera (con la sintonía interpretada por Guille Milkyway) e identidad en todos sus grafismos, incluida su escenografía.
Para 2018, Sálvame quiso dar de nuevo vida a la sección de María Teresa Campos, esta vez con Carlos Lozano como defensor del pueblo. Sin embargo, después de una nueva polémica entre sus exparejas a mediados de abril, este abandonó el programa alegando que no quería que su hija se viera perjudicada por dichos enfrentamientos. Por su parte, Miriam Saavedra (su última novia hasta la fecha) debutó como colaboradora pocos días después. Además, Chelo García-Cortés inició una sección en mayo llamada Bienvenida, Mrs. Chelo, en la que recorrería localidades de las diferentes comunidades autónomas de España para adentrarse en sus costumbres y luego, en el plató, vestirse con el traje regional y demostrar lo aprendido, como tocar un instrumento musical o ejecutar un baile típico. También, el 13 de junio del mismo año, Carlos Lozano fue sustituido por Kiko Matamoros para dar voz a la audiencia a través de El club del espectador (llamado El chirinkiko en época estival). Poco después, durante el verano, Víctor Sandoval inició una sección para fomentar la adopción de perros llamada Perro qué bien y Belén Esteban empezó una sección de entrevistas en el coche denominada Belén a bordo, en la que contó con rostros como Javier Calvo y Javier Ambrossi, Toñi Moreno, David Cantero, Ágatha Ruiz de la Prada o Itziar Castro. Además, se produjo tanto la llegada de Núria Marín como nueva presentadora sustituta, que debutó el 3 de agosto, como el regreso de Diego Arrabal y Antonio Tejado como colaboradores (este último volvió 38 días después de abandonar), mientras que Alonso Caparrós, Miriam Saavedra y Jesús Manuel Ruiz abandonaron el programa.
Con el inicio de la temporada 2018/2019, Carmen Borrego, alrededor de un mes después de someterse a una lipoescultura y liposucción de cuello y barbilla para reducir su papada, y a un arreglo de párpados y cejas para rejuvenecer su mirada, inició Desafío Borrego, una sección destinada a perder peso y ponerse en forma junto a Gonzalo Magento, un entrenador personal. También, desde el mes de junio, se gestó la segunda parte de Curso del 63, esta vez con Lydia Lozano, la cual tuvo lugar el 12 de octubre de 2018.
El 14 de septiembre de 2018, Isabel Pantoja llamó por sorpresa al móvil de Chelo García-Cortés para dar unas declaraciones al programa Sálvame mientras este se emitía en directo. En una intervención histórica que duraría aproximadamente 1 hora y 15 minutos, habló sobre su hija y su exempleada del hogar (Dulce Delapiedra), además de discutir otros temas relacionados con los colaboradores del programa. Este momento fue el más visto del día en la televisión, alcanzando los 5 millones de espectadores durante la llamada. Asimismo, el día 21 volvió a llamar para abordar los mismos temas.
Más tarde, María Jesús Ruiz se unió al plantel de colaboradores del programa. Igualmente, tras finalizar el Desafío Borrego, en marzo de 2019 se inició el Plan Pantoja, esta vez con Anabel Pantoja como protagonista y con la culturista Pepa Sanz como entrenadora. Por su parte, entre finales de marzo y principios de abril, Diego Arrabal dejó de colaborar en el formato tras salir a la luz una polémica sobre un supuesto affaire con su compañera Gema López, y Carmen Borrego hizo lo propio por no sentirse apoyada por sus compañeros en el programa.
Luego, para celebrar el décimo aniversario del espacio, Mediaset puso en marcha un breve formato especial en el que encerraron en la casa de Gran Hermano a varios colaboradores de la historia de Sálvame durante unos días (entre el viernes 12 y el lunes 15 de abril de 2019). Este espacio, denominado Sálvame Okupa, sirvió además como nexo entre la final de Gran Hermano Dúo y el inicio de Supervivientes 2019, que llegó después de Semana Santa. El ganador de esta edición de Sálvame Okupa fue Víctor Sandoval, mientras que Lydia Lozano y Anabel Pantoja fueron la segunda y tercera finalistas, respectivamente.
Por otro lado, Terelu Campos anunció el 22 de abril de 2019 que abandonaría el programa, ya que no soportaba las críticas hacia su familia por parte de sus compañeros. Uno de los motivos fue la situación de su madre en la cadena después de finalizar su contrato y el otro, la participación de su hermana Carmen Borrego en Sálvame Okupa tras haber abandonado el magacín vespertino a causa de desavenencias con el resto de integrantes. Asimismo, en el breve reality show, recibió un golpe con una tarta en una zona donde recientemente había sido operada, por lo que Borrego presentó posteriormente un informe médico que le impedía asistir al programa, aunque fue vista esos días en un destino vacacional, lo que despertó las opiniones negativas de los colaboradores de Sálvame y que Terelu tuviera que hacer frente a todas ellas, entre otras cosas.
Más tarde, tras haber sido el terror de los concursantes de Gran Hermano, Gran Hermano VIP, Gran Hermano Dúo y Sálvame Okupa con sus tartazos, el 22 de mayo de 2019, Sálvame anunció el fichaje de Juan Serrato. El actor, caracterizado como «Payasín», estrenó una sección semanal denominada Colorín colorado, Payasín te ha tocado, en la que sería reportero de calle y, además, preguntaría a algún famoso qué colaborador del programa debía recibir un tartazo, recibiéndolo este el día que estuviera en plató. Por su parte, el 1 de julio, a pesar de haber realizado apariciones esporádicas previamente, Jesús Manuel Ruiz regresó al programa como colaborador.
El 8 de agosto de 2019, el programa dedicó su espacio a un especial denominado Sálvame Marbella y tal y tal, en el que repasaron cómo era la vida en la Marbella de los años 90 caracterizados de las personalidades de la época. Para ello, el programa contó con la colaboración especial de Ania Iglesias y con varios testimonios. Dos semanas después, el 28 de agosto, Geles Hornedo estrenó una sección sobre feminismo llamada Con M de mujer y Alonso Caparrós regresó como colaborador tras la marcha de Antonio Tejado el día 30.
Con el comienzo de la temporada 2019/2020, Sálvame planteó una sección llamada Un príncipe para Pepicienta, a través de la cual buscarían pareja a Pepa Sanz, la entrenadora de Anabel Pantoja en El plan Pantoja. Asimismo, la sección del club del espectador, capitaneada por Kiko Matamoros, pasó a llamarse El sheriff de Sálvame con la llegada del otoño.
Después del cese de emisiones de Pasapalabra en Telecinco, desde el 2 de octubre de 2019 (programa 2.688), el espacio se alargó una hora más con la denominación de Sálvame Banana, cuya calificación de edad sería no recomendada para menores de 16 años. Además, el 10 de octubre, Ylenia Padilla se sumó al elenco de colaboradores cuatro años después de haber capitaneado la sección Las rubias no somos tontis. Poco después, desde el 18 de octubre, Sálvame Banana incluyó en sus últimos minutos una sección concurso llamada El tirón, a través de la cual Telecinco rescataría la esencia de la última prueba de Pasapalabra y a su presentador Christian Gálvez.
Para finalizar 2019, Antonio David Flores empezó a colaborar en el programa desde el 11 de diciembre, hecho que tuvo como consecuencia la salida de Belén Rodríguez, con quien no tenía buena relación. Además, el 16 de diciembre fue inaugurada la Sala de los ciervos, un lugar donde colaboradores o invitados recibirían noticias sobre supuestas deslealtades por su parte o por la de sus parejas. Posteriormente, el 22 de enero de 2020, Almudena Martínez «Chiqui» regresó al programa con una sección de reportajes llamada Chiquinforme semanal.
El 3 de febrero de 2020, Sálvame Cereza sustituyó a Sálvame Limón de manera puntual debido al estreno –en simulcast con Divinity– de la telenovela turca Amar es primavera: Cherry season dentro del espacio. Esta práctica había sido llevada a cabo en otras ocasiones con otras series, aunque sin haberse producido ningún cambio en la marca del programa.
Por su parte, el 4 de febrero de 2020, María Jesús Ruiz regresó al programa, esta vez con una sección llamada La pequeña Ruizeñora, en la que tendría que caracterizarse cada semana de un cantante e interpretar una de sus canciones con la ayuda del productor musical Alejandro Abad.
El 9 de marzo de 2020, con motivo del trigésimo aniversario de Telecinco, Sálvame llevó a cabo un homenaje a Aquí hay tomate. Así, Sálvame Banana se convirtió en Sálvame Tomate, contando con Jorge Javier Vázquez y Carmen Alcayde, sus reporteros y muchas de sus características. Tras el especial, el programa mantuvo la denominación Sálvame Tomate para su último tramo después de 110 emisiones llamándose Sálvame Banana.
Durante el confinamiento por la pandemia de COVID-19, Sálvame se adaptó a las circunstancias. Para ello, llevó a cabo mesas de debate informativo con expertos, contó con la colaboración de sanitarios, policías, políticos, psicólogos, economistas y médicos, en especial con el doctor Jesús Sánchez Martos, que el 4 de junio volvería con el estreno de la sección Una preguntita, doctor; conectó con colaboradores y otras personalidades vía videollamada y proporcionó consejos sobre la enfermedad. Además, puso en marcha secciones como La pizarra de la verdad, donde los colaboradores se calificaban entre ellos alrededor de unos adjetivos establecidos; Las recetas de Belén, en la que Belén Esteban elaboraba una receta de cocina dos o tres veces a la semana; El juicio de Mila, en la que Mila Ximénez destacaba a los mejores y peores personajes de la jornada "mandándolos" al cielo o al infierno; los retos para rapar el pelo a colaboradores, la encuesta a través de la que la audiencia decidiría sobre la continuidad de Rafa Mora como colaborador o si sería sustituido por Kiko Jiménez (finalmente se unió al programa el 14 de julio sin sustituir a nadie) y Puesta a Panto, donde Anabel Pantoja actuaba como profesora de ejercicio aeróbico. También, en este periodo participaron como colaboradores Miguel Frigenti, Marta López, Carolina Sobe y Raquel Mosquera. Además, con el adelanto temporal de Informativos Telecinco a las 20:45, El tirón suspendió sus emisiones definitivamente.
En la primavera de 2020, Telecinco preparó un formato para la noche de los viernes titulado La última cena, donde varios colaboradores y rostros habituales de Sálvame competirían entre ellos por parejas preparando una cena para sus compañeros con la valoración y puntuación de estos, de un jurado profesional y de la audiencia. La finalidad del concurso era de carácter benéfico. Dicho programa también contó con dos especiales navideños, uno para su emisión en Nochebuena y otro en Nochevieja, y renovó por una segunda temporada con rostros conocidos externos a Sálvame, la cual llegaría el 22 de julio de 2021.
Por otro lado, el 6 de agosto de 2020, el programa estrenó la sección La verbena de Sálvame, en la que cada semana, un colaborador protagonizaba una actuación musical con caracterización incluida, mientras que el resto se encargaba de puntuarla. Poco después, el día 17, saltaron las alarmas por un posible caso positivo de COVID-19 entre los colaboradores del programa, por lo que tres días después, Mediaset comunicó el despido de Marta López por su actitud irresponsable en el ámbito privado y, como consecuencia, por poner en peligro la salud de los trabajadores del grupo de comunicación, de modo que prescindiría de su colaboración en sus distintos programas de entretenimiento. Sin embargo, la colaboradora volvió poco después al haberse tratado de un error por ser el resultado de su prueba un falso positivo.
Entre el 20 de octubre y el 15 de diciembre de 2020, el concurso ¡Quiero dinero! se emitió dentro de Sálvame Tomate, donde los colaboradores que quisieran participar debían superar cinco retos diarios para acumular dinero.
Meses más tarde, entre el 19 de abril de 2021 y el 14 de junio de 2021, la versión diaria de El precio justo sustituyó a Sálvame Tomate. Sin embargo, los inferiores datos de audiencia del concurso en comparación con el programa de corazón y la llegada a la parrilla de Telecinco de la Eurocopa hicieron que este regresara el 15 de junio del mismo año.
Durante la temporada 2020-2021, Mila Ximénez abandonó el programa por motivos de salud tras más de once años ininterrumpidos en el mismo, Antonio David Flores fue despedido de Telecinco y se produjeron las incorporaciones de José Antonio Canales Rivera, Bibiana y Raquel Rodríguez (Las Mellis), y Antonio Canales, además de Josep Ferré (desde febrero), que imitaba habitualmente a colaboradores o personajes. Asimismo, Rocío Carrasco llegó el 7 de julio al espacio como nueva defensora de la audiencia en su sección Hable con ella.
El 23 de junio de 2021, falleció Mila Ximénez a causa del cáncer de pulmón que le detectaron en junio de 2020. Así, la misma tarde de su fallecimiento, le rindieron homenaje en el programa, el cual no estaba previsto, ya que en su lugar se iba a emitir un partido de fútbol de la Eurocopa entre las selecciones de Eslovaquia y España. Además, al día siguiente realizaron el especial Eterna Mila, en el que recordaron los mejores momentos de la colaboradora en Sálvame, establecieron un mural con un grafiti con el rostro de la misma –llamando al plató «Plató Mila Ximénez» en su honor– y soltando una «M» formada por globos hacia el cielo mientras sonaban canciones que le gustaban de la mano de Juan Peña, como fueron «A mi manera» de Frank Sinatra y «Qué no daría yo» de Rocío Jurado.
El 11 de agosto del mismo año, el plató se transformó en un autocine para proyectar Anabel al desnudo, un documental en el que se analizaba la ascendente proyección mediática de Anabel Pantoja y el crecimiento profesional de la misma cuando se cumplían diez años de su primera aparición en televisión. Este contó con el testimonio de compañeros de la sobrina de Isabel Pantoja, así como de psicólogos, expertos en comunicación verbal y no verbal, expertos en redes sociales o críticos de televisión, entre otros.
Por otra parte, tras la no renovación del contrato del bailaor Antonio Canales, Carmen Alcayde fichó por el programa el 30 de agosto de 2021, el cual se reforzó también con la reincorporaciones de Alba Carrillo y Carmen Borrego. Además, Sálvame Tomate desapareció de la parrilla de Telecinco durante una semana (entre el 6 y el 10 de septiembre) para dejar su lugar al concurso Alta tensión, volviendo desde entonces a emitirse de manera ocasional hasta la llegada de Ya son las ocho.
En el último trimestre de 2021, Sálvame llevó a cabo varios especiales. Así, el 1 de octubre, cubrió la boda de Anabel Pantoja y Omar Sánchez; el 14 de diciembre, realizó un homenaje a Rocío Jurado con El último viaje de Rocío, en el que Rocío Carrasco descubrió algunas pertenencias de la artista y varios cantantes interpretaron canciones de esta; el 24 de diciembre, en Sálvame: Navidad musical, los colaboradores se pusieron en la piel de los actores protagonistas de algunos de los espectáculos musicales más famosos de la historia cantando y bailando sus temas más emblemáticos, y el 31 de diciembre, repasaron los momentos más destacados del año otorgando premios.
El 17 de enero de 2022, Sálvame Limón se diferenció del resto del espacio pasando a denominarse Sálvame Lemon Tea. En él, María Patiño y Terelu Campos, en sus estilos diferentes –a veces hasta contrapuestos–, se reunían a la hora del té en el plató para compartir sus puntos de vista y dar las claves de los temas del corazón más candentes. A continuación, alrededor de las 17:00, continuaría Sálvame Naranja en su formato habitual.
El 20 de enero, Paz Padilla abandonó el programa durante su emisión después de tener un fuerte enfrentamiento con Belén Esteban a causa de las polémicas declaraciones de la presentadora sobre la vacunación contra la COVID-19. Así, tras varias semanas sin noticias de la gaditana, el 2 de marzo se anunció que había sido despedida de Mediaset España, dejando de ser, como consecuencia, presentadora del programa.
El 7 de febrero, la periodista Adela González se incorporó al equipo de Sálvame con el objetivo de contextualizar y completar con datos los temas que se abordasen. De este modo, complementaría la función de los presentadores.
Debido a la bajada de audiencia que estaba atravesando el programa, el 22 de marzo se anunció que David Valldeperas y Alberto Díaz, los directores del programa hasta el momento, abandonarían la dirección para convertirse en colaborador de la versión diaria y director de la versión Deluxe, respectivamente. Estos fueron sustituidos desde el 28 de marzo por Óscar Cornejo, CEO de La Fábrica de la Tele, mientras que David Linares, director hasta el momento de Socialité, sería subdirector. Un día después, se anunció que el 25 de marzo sería el último día que Carlota Corredera presentaría el programa, ya que se iba a involucrar totalmente en otro proyecto de la productora (¿Quién es mi padre?). En su lugar, Terelu Campos y María Patiño tomaron las riendas del espacio a dúo (aunque también lo hicieron por separado) cuando no estaba Jorge Javier, dejando la conducción de la primera hora, que recuperó el nombre de Sálvame Limón, exclusivamente en manos de Jorge Javier Vázquez y Adela González (y Núria Marín en sustitución del primero), también desde el lunes 28 de marzo. Ese mismo día, Belén Esteban se estrenó como presentadora de su propia sección, un talk show llamado Lo de Belén que ocupaba parte de la última hora del programa, en el que invitaban a una serie de personas para aportar su testimonio personal sobre un tema concreto. Además, inició una docuserie sobre la vida de Isabel Pantoja denominada Sin perdón. Todos estos cambios vinieron acompañados de novedades en cuanto al logo, la cabecera y la identidad en sus grafismos, así como de la recuperación de la sintonía original, interpretada por Bibiana Fernández, elementos que volvieron a ser cambiados el 27 de abril con motivo del decimotercer aniversario del programa.
Tras varias semanas desde la introducción de las novedades, el 14 de abril se emitió por última vez Lo de Belén. Además, Sálvame Limón recuperó desde el día 19 el formato original, tal y como se había emitido hasta el 14 de enero, con la participación de todos los colaboradores, con los mismos presentadores en ambos tramos y sin prácticamente distinción de la versión Naranja, y el 21 de abril, Adela González se unió al dúo de María Patiño y Terelu Campos los jueves y viernes. Igualmente, David Valldeperas regresó en mayo a la dirección del formato, a la que también se incorporó Patricia González, procedente del Deluxe, y Pipi Estrada volvió como colaborador diez años después. También, después de 6 años, se llevó a cabo la tercera Sálvame Fashion Week en la semana del 23 de mayo, teniendo lugar el desfile el día 25 por la noche.
El 22 de junio de 2022, Telecinco anunció la creación de Sálvame Mediafest, un programa musical para el prime time de los miércoles en el que los colaboradores cantaban junto a algún cantante o grupo famoso, se transformaban en drag queens o apadrinaban a un trabajador de Mediaset con dotes para el canto, suponiendo una competición entre ellos. Por su parte, el 4 de julio dio comienzo Sálvame Sandía, un último tramo de 20:00 a 21:00, al igual que su predecesor Sálvame Tomate, para sustituir a Ya son las ocho, en el que Carlos Lozano recorría el litoral español para conocer las opiniones de la gente sobre el programa, sus contenidos y sus colaboradores. Sin embargo, «la ruta de la sandía» no funcionó y enseguida volvieron las situaciones de plató, en la línea de lo que fueron en su día Sálvame Banana o Sálvame Tomate, aunque aprovecharon el fichaje de Carlos Lozano para conducir junto a los presentadores habituales esta última hora. En esta parte del programa, se dedicaron a someter a los colaboradores a retos, a realizarles pruebas sobre su nivel de estrés o a buscar pareja tanto a Carlos Lozano como a Terelu Campos en la sección Su media sandía, así como a tratar el crimen de los marqueses de Urquijo con un documental y un debate tras el fallecimiento reciente de Juan Manuel de la Sierra, hijo menor de dichos marqueses. Más tarde, el 8 de agosto, estrenaron la sección Ya son las ocho menos ocho, by Carmen Borrego, en la que la colaboradora (o Lydia Lozano y Carlos Lozano en su sustitución) hablaba sobre curiosidades, temas virales y personajes que habitualmente no tenían cabida en el programa.
El 5 de septiembre, José Antonio Avilés se incorporó al espacio como colaborador, cosa que también hizo La Prohibida dos semanas después, aunque sus apariciones fueron contadas. El 16 de septiembre, por su parte, Carlos Lozano volvió a dejar el programa ante el regreso de Jorge Javier Vázquez, de modo que Sálvame Sandía volvió a ser un prolongación de Sálvame Naranja sin apenas diferencias. Más tarde, el 4 de octubre, tras la repercusión que tuvo la visita de Jorge Javier a la casa de Conchi Ortega Cano una semana antes, dio comienzo la sección Ding dong, Jorge Javier a domicilio, en la que el presentador iba a la casa de seguidores del programa a charlar y a merendar. Poco después, esta sección se expandió de manera internacional de la mano de Patricia Donoso, quien fue a Italia en busca de Al Bano.
El 31 de octubre, Sálvame Sandía se emitió por última vez con la llegada de Café con aroma de mujer a las 19:00, por lo que Sálvame Naranja también vio su horario reducido una hora en las tardes de Telecinco. Sin embargo, el 8 de noviembre volvió a emitirse hasta las 20:00 debido al escaso éxito del serial. Asimismo, con el traslado de dicha serie a Divinity, regresó la emisión de Sálvame Sandía desde el 21 de noviembre hasta el 16 de diciembre, ya que el día 19 llegaron los concursos 25 palabras y Reacción en cadena, viéndose de nuevo el horario del programa de corazón reducido hasta las 19:15 horas en Telecinco, pero pasando a emitirse la última parte de dicho programa a través de Mitele Plus, con la denominación de Sálvame Naranja Plus, de 19:15 a 20:00. Cabe destacar que en esta última breve etapa del Sandía, el formato se abrió a los sucesos con el periodista Nacho Abad con la sección Las claves de Nacho Abad y que la periodista Cristina Porta se unió al plantel de colaboradores el 2 de diciembre.
El 27 de abril de 2023, el programa celebró su decimocuarto aniversario como formato diario, y lo hizo recordando momentos destacables de la historia del espacio a través de la figura de la colaboradora Mila Ximénez, fallecida en junio de 2021. Por ello, Jorge Javier Vázquez y el resto del equipo visible de Sálvame arrancaron el programa desde la azotea de Mediaset en la que se despidieron de ella lanzando al aire una enorme «M» hecha de globos amarillos, la misma que recuperaron el día del aniversario para homenajearla. Además, entre otras cosas, emitieron audios inéditos de la sevillana y el presentador cantó a dúo con ella, a través de una grabación, el tema «Si te marchas» de la cantante Merche, canción que cantó Mila tantas veces en los primeros años del programa.
Por otro lado, el 26 de mayo tuvo lugar la cuarta y última edición de la Sálvame Fashion Week. En ella, diseñadores noveles y consagrados vistieron a los colaboradores del espacio vespertino para que lucieran sus prendas en la pasarela y compitieran por ser el mejor modelo.
Previamente, el 5 de mayo de 2023, se anunció que el programa finalizaría su andadura en las tardes de Telecinco el 16 de junio, aunque finalmente lo hizo el 23 de junio, tras 3.639 episodios y 15 temporadas. Ante la noticia, haciendo gala del humor que le caracterizaba, el programa hizo, entre otras cosas, una limpieza de malas energías en el plató y los colaboradores elaboraron sus currículum vítae, interesándose por nuevos posibles empleos, en la sección Sálvame del paro, ante el final del formato vespertino. Cabe destacar que existieron rumores de que Telecinco, o incluso otro canal o plataforma, podría haber continuado con el programa, ya fuera tal y como se le conocía, con una versión reducida del mismo o, al menos, con su equipo a través de otros proyectos, una información que acabó siendo desmentida por Mediaset. De hecho, la productora se enfrentó a un expediente de regulación de empleo que afectó a más de 160 trabajadores.
El viernes 9 de junio de 2023, a dos semanas de finalizar el programa, Sálvame Limón se emitió por última vez debido a la llegada de la serie diaria Mía es la venganza a las tardes de Telecinco desde el lunes siguiente. Así, el formato vespertino contó únicamente con su versión Naranja en su recta final, con una duración de algo más de dos horas (16:45-19:00) en las tardes de la cadena. Aun así, el último programa se alargó hasta las 21:00, recuperando así el tramo del Sandía.
Durante la última semana, se llevó a cabo un sorteo entre las personas inscritas en la web para acudir de público el último día a través de un bombo como el de la lotería. Aparte, un grupo de estudiantes de Periodismo realizó una entrevista a los colaboradores y a las presentadoras a través de una rueda de prensa en plató.
El 23 de junio de 2023, tuvo lugar la última entrega de Sálvame, presentada por Adela González, Terelu Campos y María Patiño, la cual contó con 18 colaboradores (Lydia Lozano, Kiko Hernández, Belén Esteban, Kiko Matamoros, Gema López, Chelo García-Cortés, Antonio Montero, José Antonio Canales Rivera, Pilar Vidal, Carmen Borrego, José Antonio Avilés, Miguel Frigenti, Alonso Caparrós, Rafa Mora, Marta López, Laura Fa, Carmen Alcayde y Víctor Sandoval, así como el imitador Josep Ferré). Esta estuvo amenizada en todo momento por la orquesta Stereo Star Band e hizo un recorrido por la historia del programa, además de conexiones con espectadores de Australia, Noruega, Estados Unidos y Guinea Ecuatorial, así como la emisión de un último Diario Ché. Asimismo, crearon una cápsula del tiempo con objetos importantes del formato (los cascos y pinganillos de los directores, un cubilete de los micrófonos del espacio, una fotografía del equipo de Sálvame, la escaleta del último programa, el polígrafo secreto que Lydia Lozano se hizo en A tu lado en el año 2005 y un pergamino con una carta redactada por los colaboradores) en una pequeña cámara acorazada que guardarían durante 100 años. Luego, interpretaron el himno que les compuso Alejandro Abad, llamado «Borrón y cuenta nueva», y prendieron una hoguera por San Juan con mobiliario, documentos y objetos históricos, la cual fue encendida por Antonio Rebollo, el arquero que encendió la llama olímpica del pebetero de los Juegos Olímpicos de Barcelona 1992. Cabe destacar también la presencia de rostros que habían formado parte del espacio, como Cristina Soria, José Perea, Manuel Zamorano, Núria Marín, Jesús Sánchez Martos, Jimmy Giménez-Arnau y Helen Wade, además de los reporteros Laura Lago, Omar Suárez, Juanjo Perona, Kike Calleja, José Antonio León, Raúl Triguero, Ion Aramendi y Verónica Rica.
El programa se despidió en su última emisión con una audiencia de 1.234.000 espectadores (15,2%) entre las 16:45 y las 20:00, y con 1.071.000 espectadores (14,8%) en su última hora. Como curiosidad, Sálvame fue visto a lo largo de sus 14 años de historia por el 97,1% de la población española (43.251.000 personas).
Por su parte, a pesar de que estaba previsto que el Deluxe también emitiera su último programa el 23 de junio, Mediaset decidió alargar tres semanas más el formato semanal por ajustes de programación. Este último episodio, presentado por María Patiño y Terelu Campos, contó con Mercedes Milá, Conchita Pérez (la poligrafista del programa) y Leticia Sabater como invitadas, mientras que Kiko Matamoros, Kiko Hernández, Chelo García-Cortés, Carmen Borrego, Jimmy Giménez-Arnau y Víctor Sandoval se sometieron al último polígrafo múltiple, todo ello mientras los operarios iban desmontando el decorado de un plató que ya solamente conservaba dos pantallas grandes y las gradas. Otros colaboradores que formaron parte de esta entrega fueron Marta López, Miguel Frigenti, José Antonio Avilés, Pilar Vidal y Antonio Montero. De este modo, el final del Deluxe, producido el 14 de julio de 2023, supuso también el final del universo Sálvame. Aun así, una semana después de su final, el viernes 21 de julio, Telecinco emitió un especial llamado Lo más Deluxe, recordando los mejores momentos del formato con el fin de evitar enfrentar el estreno del programa sustituto con la final de Tu cara me suena. Posteriormente, el espacio semanal fue reemplazado por La última noche, un formato de Cuarzo Producciones presentado por Sandra Barneda, el cual mezclaría asuntos serios y al filo de la actualidad con otros más relacionados con la crónica social y el entretenimiento.
Finalmente, el programa diario fue relevado por Así es la vida, un formato de Cuarzo Producciones presentado por Sandra Barneda y César Muñoz. Este ocupó la franja en la que se emitía Sálvame hasta la llegada, el 18 de septiembre, de TardeAR, un magacín producido por Unicorn Content y conducido por Ana Rosa Quintana que se emitiría de 17:00 a 20:00, reduciendo el horario de Así es la vida hasta las 17:00.
Tras el final de Sálvame, La Fábrica de la Tele grabó entre el 19 y el 29 de julio un docu-reality en el que Belén Esteban, Lydia Lozano, María Patiño, Kiko Hernández, Kiko Matamoros, Chelo García-Cortés, Terelu Campos y Víctor Sandoval viajarían por Miami y la Ciudad de México para mostrar sus aventuras por ambas ciudades y visitar programas de televisión de un estilo similar al de Sálvame, como ¡Siéntese quien pueda! (Univision), Chismorreo y Vivalavi (ambos de Canal 6). Dicho formato, denominado Sálvese quien pueda y compuesto de seis capítulos de, aproximadamente, 45 minutos de duración, fue emitido a través de la plataforma Netflix, estrenando los tres primeros capítulos el 10 de noviembre de 2023 y los tres restantes, el 1 de febrero de 2024.
El miércoles 17 de abril de 2024, se anunció Ni que fuéramos Shhh (denominado antes de su estreno Ni que fuéramos Sálvame), un espacio emitido de lunes a viernes durante, aproximadamente, cuatro horas a través de Canal Quickie, gestionado por la productora La Osa Producciones Audiovisuales (anteriormente, La Fábrica de la Tele y, posteriormente, Fabricantes Studio). El canal, dedicado a la actualidad del mundo del corazón y la televisión, estaría disponible a través de las principales plataformas de transmisión en línea, como son YouTube y Twitch, canales FAST como Pluto TV, Rakuten o Tivify, páginas webs especializadas como El Televisero o Pronto.es y en formato pódcast a través de Spotify y Amazon Music, siendo también su señal durante la emisión del programa retransmitida a través de canales lineales nacionales y autonómicos como Ten, Cantabria 7 Televisión y Atlántico TV. El formato contó con la colaboración de rostros como Belén Esteban, Lydia Lozano, Kiko Hernández, Kiko Matamoros, Chelo García-Cortés o Víctor Sandoval y fue presentado por María Patiño. Su primera emisión tuvo lugar el 15 de mayo de 2024, haciendo un parón durante agosto, y estuvo en antena hasta el 27 de marzo de 2025, ya que el equipo se embarcó en otros proyectos como los programas La familia de la tele, emitido en La 1 de Televisión Española, Tentáculos y su sucesor No somos nadie, ambos emitidos en Ten.

## Formato
Sálvame era un programa que, aunque se diferenciaba de otros formatos, recordaba a programas del pasado como Aquí hay tomate, Tómbola, A tu lado, TNT, Salsa rosa o Crónicas marcianas. En él, principalmente, se comentaba la actualidad del mundo del corazón y de los rostros populares del país, invitándoles a acudir al programa para comentarlo. A veces, esto provocaba que, si en cualquier momento se producía una gran discusión y uno de los integrantes abandonaba el plató, el programa hiciera un parón en la escaleta de contenidos para enfocarse directamente en una cámara persiguiendo al colaborador, llegando a mostrar diferentes lugares de la sede de Mediaset España, como los baños, los camerinos, los pasillos o las redacciones.
En definitiva, las noticias del corazón se iban alternando con diferentes secciones que habían ido apareciendo a lo largo de la historia del programa. Asimismo, en fechas señaladas por alguna efeméride, algún colaborador se solía disfrazar del personaje relacionado con la misma a modo de conmemoración. Además, de vez en cuando, se presentaba en plató alguna actuación musical o se promocionaba el disco de algún artista invitado (esto sucedía en los últimos segundos de emisión, mientras los presentadores despedían el programa).
En los primeros años del formato, los colaboradores se limitaban a comentar la actualidad de la prensa rosa. Sin embargo, a medida que fue evolucionando el programa, la vida privada de los colaboradores, así como las relaciones entre ellos (discusiones, bromas y amistades) fueron ganando cada vez más espacio: las relaciones de Belén Esteban y el robo en su casa, la separación de Rosa Benito, las deudas de Karmele Marchante, etc. Cada tarde se comentaba cualquier detalle que ocurriera en la vida de los colaboradores. Además, el programa también se nutría de los sucesos de los reality shows de la cadena como Supervivientes o Gran Hermano VIP.
En junio de 2012, con el cambio en los contenidos y, en general, en el formato del programa, se crearon tres nuevas secciones. En el primero de los casos, un talk show llamado La Parada o Parada Sálvame, en el que invitados anónimos se presentaban en plató para mostrar su talento. Por otro lado, el programa recuperó el formato Lady España y lo emitió dentro del mismo. También, el programa emitía una sección llamada Orígenes, en la que los colaboradores visitaban los lugares donde nacieron y disfrutaron de su infancia, y los viernes se emitía otra que recibía el nombre de Quédate conmigo, en la que buscaban pareja a un invitado. Estos espacios duraron apenas 6 meses.
Por otro lado, desde octubre de 2019 hasta marzo de 2020, los últimos minutos del programa fueron ocupados por el concurso El tirón. En esta sección, presentada por Christian Gálvez, dos concursantes se enfrentaban a una serie de preguntas de cultura general para conseguir el dinero acumulado en el bote. Dos años después, concretamente entre el 28 de marzo y el 14 de abril de 2022, parte de la última hora de Sálvame Naranja fue ocupada por la sección Lo de Belén, un espacio en el que personas anónimas o conocidas contaban sus historias de carácter personal sobre un tema concreto a Belén Esteban.
Sálvame ha contado con gran cantidad de secciones a lo largo de su historia. Algunas de estas han sido, entre otras, El club del espectador, Diario Ché, Lydia quién baila, Belén a bordo, Las pelotas de Alba o Campos de batalla.
Cabe destacar que, desde marzo de 2009 hasta septiembre del mismo año, el programa se emitió desde el estudio número 3 del grupo audiovisual, trasladándose entonces el decorado del programa al estudio número 1.

## Equipo
- Producción
  - La Fábrica de la Tele
- Dirección y coordinación
  - David Valldeperas (2009-2023)
  - Carlota Corredera (2009-2014)
  - Raúl Prieto (2009-2017)
  - David Núñez (2010-2022)
  - Saúl Ortiz (2009-2013)
  - Patricia González (2016-2017 / 2022-2023)
  - Alberto Díaz (2017-2023)
  - Miquel Rodríguez (2021-2022)
  - Rocío Martín (2021-2023)
  - Mayte Ametlla (2022-2023)
  - Óscar Cornejo (2022)
  - David Linares (2022-2023)

### Presentadores

#### Titulares
| Presentadores        | Información                               | Duración | Duración | Duración | Duración | Duración | Duración | Duración | Duración | Duración | Duración | Duración | Duración | Duración | Duración | Duración |
| Presentadores        | Información                               | 2009     | 2010     | 2011     | 2012     | 2013     | 2014     | 2015     | 2016     | 2017     | 2018     | 2019     | 2020     | 2021     | 2022     | 2023     |
| -------------------- | ----------------------------------------- | -------- | -------- | -------- | -------- | -------- | -------- | -------- | -------- | -------- | -------- | -------- | -------- | -------- | -------- | -------- |
| Jorge Javier Vázquez | Presentador y actor                       |          |          |          |          |          |          |          |          |          |          |          |          |          |          |          |
| Paz Padilla          | Humorista, actriz y presentadora          |          |          |          |          |          |          |          |          |          |          |          |          |          |          |          |
| Terelu Campos        | Presentadora y colaboradora de televisión |          |          |          |          |          |          |          |          |          |          |          |          |          |          |          |
| Carlota Corredera    | Periodista y presentadora                 |          |          |          |          |          |          |          |          |          |          |          |          |          |          |          |
| María Patiño         | Periodista y presentadora                 |          |          |          |          |          |          |          |          |          |          |          |          |          |          |          |
| Carlos Lozano        | Presentador                               |          |          |          |          |          |          |          |          |          |          |          |          |          |          |          |
| Adela González       | Periodista y presentadora                 |          |          |          |          |          |          |          |          |          |          |          |          |          |          |          |

     Presentador/a titular
     Presentador/a sustituto/a puntual

#### Sustitutos
| Presentadores     | Información                   | Duración | Duración | Duración | Duración | Duración | Duración | Duración | Duración | Duración | Duración | Duración | Duración | Duración | Duración | Duración |
| Presentadores     | Información                   | 2009     | 2010     | 2011     | 2012     | 2013     | 2014     | 2015     | 2016     | 2017     | 2018     | 2019     | 2020     | 2021     | 2022     | 2023     |
| ----------------- | ----------------------------- | -------- | -------- | -------- | -------- | -------- | -------- | -------- | -------- | -------- | -------- | -------- | -------- | -------- | -------- | -------- |
| Kiko Hernández    | Concursante de Gran Hermano 3 |          |          |          |          |          |          |          |          |          |          |          |          |          |          |          |
| David Valldeperas | Periodista y director         |          |          |          |          |          |          |          |          |          |          |          |          |          |          |          |
| Núria Marín       | Presentadora y periodista     |          |          |          |          |          |          |          |          |          |          |          |          |          |          |          |
| Carlos Lozano     | Presentador                   |          |          |          |          |          |          |          |          |          |          |          |          |          |          |          |

1. ↑  Carlos Lozano fue el presentador titular de Sálvame Sandía. Además, fue sustituto en las otras franjas durante el verano de 2022.
2. ↑  Desde abril de 2022, el programa pasó a tener dúos de presentadores, formados por Jorge Javier Vázquez, Terelu Campos o María Patiño junto a Adela González, siendo los viernes conducido por Terelu Campos y María Patiño.
3. ↑  Entre 2019 y 2021, los colaboradores presentaban ocasionalmente Sálvame Limón hasta que Jorge Javier Vázquez llegaba para presentar Sálvame Naranja y Sálvame Banana / Sálvame Tomate.

### Colaboradores

#### Colaboradores en la última etapa
| Colaboradores       | Información                       | Duración | Duración | Duración | Duración | Duración | Duración | Duración | Duración | Duración | Duración | Duración | Duración | Duración | Duración | Duración |
| Colaboradores       | Información                       | 2009     | 2010     | 2011     | 2012     | 2013     | 2014     | 2015     | 2016     | 2017     | 2018     | 2019     | 2020     | 2021     | 2022     | 2023     |
| ------------------- | --------------------------------- | -------- | -------- | -------- | -------- | -------- | -------- | -------- | -------- | -------- | -------- | -------- | -------- | -------- | -------- | -------- |
| Belén Esteban       | Expareja de Jesulín de Ubrique    |          |          |          |          |          |          |          |          |          |          |          |          |          |          |          |
| Kiko Hernández      | Concursante de Gran Hermano 3     |          |          |          |          |          |          |          |          |          |          |          |          |          |          |          |
| Lydia Lozano        | Periodista                        |          |          |          |          |          |          |          |          |          |          |          |          |          |          |          |
| Pipi Estrada        | Periodista                        |          |          |          |          |          |          |          |          |          |          |          |          |          |          |          |
| Kiko Matamoros      | Representante de famosos          |          |          |          |          |          |          |          |          |          |          |          |          |          |          |          |
| Víctor Sandoval     | Presentador                       |          |          |          |          |          |          |          |          |          |          |          |          |          |          |          |
| Rafa Mora           | Tronista de MYHYV                 |          |          |          |          |          |          |          |          |          |          |          |          |          |          |          |
| Chelo García-Cortés | Periodista                        |          |          |          |          |          |          |          |          |          |          |          |          |          |          |          |
| Canales Rivera      | Torero y sobrino de Paquirri      |          |          |          |          |          |          |          |          |          |          |          |          |          |          |          |
| Marta López         | Concursante de Gran Hermano 2     |          |          |          |          |          |          |          |          |          |          |          |          |          |          |          |
| Gema López          | Periodista                        |          |          |          |          |          |          |          |          |          |          |          |          |          |          |          |
| María Patiño        | Periodista                        |          |          |          |          |          |          |          |          |          |          |          |          |          |          |          |
| Laura Fa            | Periodista                        |          |          |          |          |          |          |          |          |          |          |          |          |          |          |          |
| Carmen Borrego      | Hija de María Teresa Campos       |          |          |          |          |          |          |          |          |          |          |          |          |          |          |          |
| Alonso Caparrós     | Presentador                       |          |          |          |          |          |          |          |          |          |          |          |          |          |          |          |
| Antonio Montero     | Periodista y paparazzi            |          |          |          |          |          |          |          |          |          |          |          |          |          |          |          |
| Miguel Frigenti     | Periodista                        |          |          |          |          |          |          |          |          |          |          |          |          |          |          |          |
| Carmen Alcayde      | Periodista, actriz y presentadora |          |          |          |          |          |          |          |          |          |          |          |          |          |          |          |
| José Antonio Avilés | Colaborador de televisión         |          |          |          |          |          |          |          |          |          |          |          |          |          |          |          |
| Pilar Vidal         | Periodista                        |          |          |          |          |          |          |          |          |          |          |          |          |          |          |          |
| Cristina Porta      | Periodista                        |          |          |          |          |          |          |          |          |          |          |          |          |          |          |          |

#### Colaboradores en sección
| Colaboradores  | Sección                      | Duración | Duración | Duración | Duración | Duración | Duración | Duración | Duración | Duración | Duración | Duración | Duración | Duración | Duración | Duración |
| Colaboradores  | Sección                      | 2009     | 2010     | 2011     | 2012     | 2013     | 2014     | 2015     | 2016     | 2017     | 2018     | 2019     | 2020     | 2021     | 2022     | 2023     |
| -------------- | ---------------------------- | -------- | -------- | -------- | -------- | -------- | -------- | -------- | -------- | -------- | -------- | -------- | -------- | -------- | -------- | -------- |
| Cristina Soria | Sesiones de coach y lenguaje |          |          |          |          |          |          |          |          |          |          |          |          |          |          |          |
| David Aleman   | Sucesos                      |          |          |          |          |          |          |          |          |          |          |          |          |          |          |          |
| Nacho Abad     | Sucesos                      |          |          |          |          |          |          |          |          |          |          |          |          |          |          |          |
| Josep Ferré    | Clon de los colaboradores    |          |          |          |          |          |          |          |          |          |          |          |          |          |          |          |
| Ricardo Reyes  | Deportes                     |          |          |          |          |          |          |          |          |          |          |          |          |          |          |          |
| Flora González | El tiempo                    |          |          |          |          |          |          |          |          |          |          |          |          |          |          |          |

#### Colaboradores anteriores
| Colaboradores           | Información                                                    | Duración | Duración | Duración | Duración | Duración | Duración | Duración | Duración | Duración | Duración | Duración | Duración | Duración | Duración | Duración |
| Colaboradores           | Información                                                    | 2009     | 2010     | 2011     | 2012     | 2013     | 2014     | 2015     | 2016     | 2017     | 2018     | 2019     | 2020     | 2021     | 2022     | 2023     |
| ----------------------- | -------------------------------------------------------------- | -------- | -------- | -------- | -------- | -------- | -------- | -------- | -------- | -------- | -------- | -------- | -------- | -------- | -------- | -------- |
| Nuria Bermúdez          | Modelo y agente de fútbol                                      |          |          |          |          |          |          |          |          |          |          |          |          |          |          |          |
| Begoña Alonso           | Modelo y expareja de David Bustamante                          |          |          |          |          |          |          |          |          |          |          |          |          |          |          |          |
| Yola Berrocal           | Bailarina, actriz y cantante                                   |          |          |          |          |          |          |          |          |          |          |          |          |          |          |          |
| Malena Gracia           | Presentadora de televisión, actriz y cantante                  |          |          |          |          |          |          |          |          |          |          |          |          |          |          |          |
| Nani Gaitán             | Modelo y presentadora de televisión                            |          |          |          |          |          |          |          |          |          |          |          |          |          |          |          |
| Marc Ostarčević         | Exjugador de baloncesto y exmarido de Norma Duval              |          |          |          |          |          |          |          |          |          |          |          |          |          |          |          |
| Carmen Hornillos        | Periodista                                                     |          |          |          |          |          |          |          |          |          |          |          |          |          |          |          |
| María Jesús Ruiz        | Actriz y modelo, Miss España 2004                              |          |          |          |          |          |          |          |          |          |          |          |          |          |          |          |
| Adriana Abenia          | Reportera                                                      |          |          |          |          |          |          |          |          |          |          |          |          |          |          |          |
| Paco Marsó              | Actor y exmarido de Concha Velasco                             |          |          |          |          |          |          |          |          |          |          |          |          |          |          |          |
| Jimmy Giménez-Arnau     | Periodista y escritor                                          |          |          |          |          |          |          |          |          |          |          |          |          |          |          |          |
| Sonia Monroy            | Bailarina, actriz y cantante                                   |          |          |          |          |          |          |          |          |          |          |          |          |          |          |          |
| Yurena                  | Cantante                                                       |          |          |          |          |          |          |          |          |          |          |          |          |          |          |          |
| Juan Díaz «El Golosina» | Amigo de Lola Flores                                           |          |          |          |          |          |          |          |          |          |          |          |          |          |          |          |
| Pepe Calabuig           | Periodista                                                     |          |          |          |          |          |          |          |          |          |          |          |          |          |          |          |
| Joana Morillas          | Periodista                                                     |          |          |          |          |          |          |          |          |          |          |          |          |          |          |          |
| Saúl Ortiz              | Periodista                                                     |          |          |          |          |          |          |          |          |          |          |          |          |          |          |          |
| Rosa Benito             | Cuñada de Rocío Jurado                                         |          |          |          |          |          |          |          |          |          |          |          |          |          |          |          |
| Karmele Marchante       | Periodista                                                     |          |          |          |          |          |          |          |          |          |          |          |          |          |          |          |
| Raquel Bollo            | Exmujer de Chiquetete                                          |          |          |          |          |          |          |          |          |          |          |          |          |          |          |          |
| Mila Ximénez            | Colaboradora y escritora, exmujer de Manolo Santana            |          |          |          |          |          |          |          |          |          |          |          |          |          |          |          |
| Valerio Pino            | Modelo y bailarín                                              |          |          |          |          |          |          |          |          |          |          |          |          |          |          |          |
| Daniela Blume           | Locutora de radio                                              |          |          |          |          |          |          |          |          |          |          |          |          |          |          |          |
| Pablo González          | Paparazzi                                                      |          |          |          |          |          |          |          |          |          |          |          |          |          |          |          |
| Beatriz Trapote         | Periodista y mujer de Víctor Janeiro                           |          |          |          |          |          |          |          |          |          |          |          |          |          |          |          |
| Norma Wassaul           | Periodista                                                     |          |          |          |          |          |          |          |          |          |          |          |          |          |          |          |
| Rosario Mohedano        | Cantante y sobrina de Rocío Jurado                             |          |          |          |          |          |          |          |          |          |          |          |          |          |          |          |
| Sonia Arenas            | Concursante de Gran Hermano 4                                  |          |          |          |          |          |          |          |          |          |          |          |          |          |          |          |
| Luis Rollán             | Periodista                                                     |          |          |          |          |          |          |          |          |          |          |          |          |          |          |          |
| Jesús Locampos          | Periodista                                                     |          |          |          |          |          |          |          |          |          |          |          |          |          |          |          |
| Terelu Campos           | Presentadora                                                   |          |          |          |          |          |          |          |          |          |          |          |          |          |          |          |
| Diego Arrabal           | Paparazzi                                                      |          |          |          |          |          |          |          |          |          |          |          |          |          |          |          |
| Tamara Gorro            | Extronista de Mujeres y hombres y viceversa                    |          |          |          |          |          |          |          |          |          |          |          |          |          |          |          |
| María de Mora           | Empresaria y organizadora de eventos                           |          |          |          |          |          |          |          |          |          |          |          |          |          |          |          |
| Lara Rodríguez          | Exsecretaria de Carmina Ordóñez                                |          |          |          |          |          |          |          |          |          |          |          |          |          |          |          |
| Rosa Belmonte           | Crítica de televisión                                          |          |          |          |          |          |          |          |          |          |          |          |          |          |          |          |
| María José Galera       | Concursante de Gran Hermano 1                                  |          |          |          |          |          |          |          |          |          |          |          |          |          |          |          |
| Sofía Cristo            | DJ, hija de Bárbara Rey y Ángel Cristo                         |          |          |          |          |          |          |          |          |          |          |          |          |          |          |          |
| Marujita Díaz           | Cantante                                                       |          |          |          |          |          |          |          |          |          |          |          |          |          |          |          |
| Teresa Berengueras      | Periodista                                                     |          |          |          |          |          |          |          |          |          |          |          |          |          |          |          |
| Begoña Ameztoy          | Periodista                                                     |          |          |          |          |          |          |          |          |          |          |          |          |          |          |          |
| Charo Reina             | Cantante                                                       |          |          |          |          |          |          |          |          |          |          |          |          |          |          |          |
| Carlos Ferrando         | Periodista                                                     |          |          |          |          |          |          |          |          |          |          |          |          |          |          |          |
| María Jiménez           | Cantante                                                       |          |          |          |          |          |          |          |          |          |          |          |          |          |          |          |
| Sergio Alis             | Periodista                                                     |          |          |          |          |          |          |          |          |          |          |          |          |          |          |          |
| Toya Cassinello         | Participante de ¿Quién quiere casarse con mi hijo?             |          |          |          |          |          |          |          |          |          |          |          |          |          |          |          |
| Mónica Pont             | Presentadora de televisión, actriz y modelo                    |          |          |          |          |          |          |          |          |          |          |          |          |          |          |          |
| Topacio Fresh           | Artista de la farándula                                        |          |          |          |          |          |          |          |          |          |          |          |          |          |          |          |
| Ángela Portero          | Periodista                                                     |          |          |          |          |          |          |          |          |          |          |          |          |          |          |          |
| Belén Rodríguez         | Periodista                                                     |          |          |          |          |          |          |          |          |          |          |          |          |          |          |          |
| Gustavo González        | Periodista y paparazzi                                         |          |          |          |          |          |          |          |          |          |          |          |          |          |          |          |
| Mónica Vergara          | Periodista e hija de Maika Vergara                             |          |          |          |          |          |          |          |          |          |          |          |          |          |          |          |
| Irene López Assor       | Psicóloga                                                      |          |          |          |          |          |          |          |          |          |          |          |          |          |          |          |
| Desirée Rodríguez       | Finalista de Gran Hermano 14                                   |          |          |          |          |          |          |          |          |          |          |          |          |          |          |          |
| Leticia Sabater         | Presentadora de televisión, actriz y cantante                  |          |          |          |          |          |          |          |          |          |          |          |          |          |          |          |
| Miguel Temprano         | Periodista y paparazzi                                         |          |          |          |          |          |          |          |          |          |          |          |          |          |          |          |
| Jesús Mariñas           | Periodista                                                     |          |          |          |          |          |          |          |          |          |          |          |          |          |          |          |
| Nagore Robles           | Concursante de Gran Hermano 11                                 |          |          |          |          |          |          |          |          |          |          |          |          |          |          |          |
| Nacho Montes            | Periodista y estilista                                         |          |          |          |          |          |          |          |          |          |          |          |          |          |          |          |
| Jesús Manuel Ruiz       | Periodista                                                     |          |          |          |          |          |          |          |          |          |          |          |          |          |          |          |
| Anabel Pantoja          | Sobrina de Isabel Pantoja                                      |          |          |          |          |          |          |          |          |          |          |          |          |          |          |          |
| Makoke Giaver           | Modelo y colaboradora de televisión, exmujer de Kiko Matamoros |          |          |          |          |          |          |          |          |          |          |          |          |          |          |          |
| Carlota Corredera       | Periodista y presentadora                                      |          |          |          |          |          |          |          |          |          |          |          |          |          |          |          |
| Mónica Hoyos            | Actriz y presentadora de televisión, expareja de Carlos Lozano |          |          |          |          |          |          |          |          |          |          |          |          |          |          |          |
| Suso Álvarez            | Concursante de Gran Hermano 16                                 |          |          |          |          |          |          |          |          |          |          |          |          |          |          |          |
| Antonio Tejado          | Sobrino de María del Monte                                     |          |          |          |          |          |          |          |          |          |          |          |          |          |          |          |
| Alba Carrillo           | Modelo y presentadora                                          |          |          |          |          |          |          |          |          |          |          |          |          |          |          |          |
| María Lapiedra          | Exactriz porno y colaboradora de televisión                    |          |          |          |          |          |          |          |          |          |          |          |          |          |          |          |
| Miriam Saavedra         | Actriz y modelo, expareja de Carlos Lozano                     |          |          |          |          |          |          |          |          |          |          |          |          |          |          |          |
| Kike Calleja            | Periodista y reportero                                         |          |          |          |          |          |          |          |          |          |          |          |          |          |          |          |
| Carlos Lozano           | Presentador                                                    |          |          |          |          |          |          |          |          |          |          |          |          |          |          |          |
| Ylenia Padilla          | Participante de reality shows                                  |          |          |          |          |          |          |          |          |          |          |          |          |          |          |          |
| Antonio David Flores    | Exmarido de Rocío Carrasco                                     |          |          |          |          |          |          |          |          |          |          |          |          |          |          |          |
| Carolina Sobe           | Concursante de Gran Hermano 11                                 |          |          |          |          |          |          |          |          |          |          |          |          |          |          |          |
| Raquel Mosquera         | Viuda de Pedro Carrasco                                        |          |          |          |          |          |          |          |          |          |          |          |          |          |          |          |
| Kiko Jiménez            | Tronista de MYHYV                                              |          |          |          |          |          |          |          |          |          |          |          |          |          |          |          |
| Antonio Canales         | Bailaor y actor                                                |          |          |          |          |          |          |          |          |          |          |          |          |          |          |          |
| Bibiana Rodríguez       | Cantantes del dúo Las Mellis                                   |          |          |          |          |          |          |          |          |          |          |          |          |          |          |          |
| Raquel Rodríguez        | Cantantes del dúo Las Mellis                                   |          |          |          |          |          |          |          |          |          |          |          |          |          |          |          |
| Sergi Ferré             | Reportero de Sálvame                                           |          |          |          |          |          |          |          |          |          |          |          |          |          |          |          |
| David Valldeperas       | Periodista y director                                          |          |          |          |          |          |          |          |          |          |          |          |          |          |          |          |
| Núria Marín             | Periodista y presentadora                                      |          |          |          |          |          |          |          |          |          |          |          |          |          |          |          |
| Charo Vega              | Personaje de la farándula                                      |          |          |          |          |          |          |          |          |          |          |          |          |          |          |          |
| La Prohibida            | Cantante y drag queen                                          |          |          |          |          |          |          |          |          |          |          |          |          |          |          |          |
| Patricia Donoso         | Abogada, empresaria y personalidad televisiva                  |          |          |          |          |          |          |          |          |          |          |          |          |          |          |          |
| Maestro Joao            | Colaborador de televisión y vidente                            |          |          |          |          |          |          |          |          |          |          |          |          |          |          |          |
| Aguasantas Vilches      | Exnuera de Raquel Bollo                                        |          |          |          |          |          |          |          |          |          |          |          |          |          |          |          |

#### Colaboradores con secciones anteriores
| Colaboradores          | Sección                                        | Duración | Duración | Duración | Duración | Duración | Duración | Duración | Duración | Duración | Duración | Duración | Duración | Duración | Duración | Duración |  |
| Colaboradores          | Sección                                        | 2009     | 2010     | 2011     | 2012     | 2013     | 2014     | 2015     | 2016     | 2017     | 2018     | 2019     | 2020     | 2021     | 2022     | 2023     |  |
| ---------------------- | ---------------------------------------------- | -------- | -------- | -------- | -------- | -------- | -------- | -------- | -------- | -------- | -------- | -------- | -------- | -------- | -------- | -------- |  |
| Pilar Eyre             | Los putitronos                                 |          |          |          |          |          |          |          |          |          |          |          |          |          |          |          |  |
| Jaime Peñafiel         | Los putitronos                                 |          |          |          |          |          |          |          |          |          |          |          |          |          |          |          |  |
| María Teresa Campos    | Defensora de la audiencia                      |          |          |          |          |          |          |          |          |          |          |          |          |          |          |          |  |
| Cristina Tárrega       | Por y para mí                                  |          |          |          |          |          |          |          |          |          |          |          |          |          |          |          |  |
| Joaquín Torres         | Las casas de Torres / El inspector del lujo    |          |          |          |          |          |          |          |          |          |          |          |          |          |          |          |  |
| Daniel Santos          | Quédate conmigo                                |          |          |          |          |          |          |          |          |          |          |          |          |          |          |          |  |
| Aída Nízar             | Sálvese quien pueda                            |          |          |          |          |          |          |          |          |          |          |          |          |          |          |          |  |
| Carmen Bazán           | El reto más gordo                              |          |          |          |          |          |          |          |          |          |          |          |          |          |          |          |  |
| José Manuel Parada     | El pasado siempre vuelve                       |          |          |          |          |          |          |          |          |          |          |          |          |          |          |          |  |
| Bienvenida Pérez       | Al salir de class                              |          |          |          |          |          |          |          |          |          |          |          |          |          |          |          |  |
| Olvido Hormigos        | La caravana del olvido                         |          |          |          |          |          |          |          |          |          |          |          |          |          |          |          |  |
| Ángela Portero         | Los archivos ocultos de Ángela Portero         |          |          |          |          |          |          |          |          |          |          |          |          |          |          |          |  |
| Yong Li                | Cuentos chinos                                 |          |          |          |          |          |          |          |          |          |          |          |          |          |          |          |  |
| Luis Gutiérrez         | Me encanta cuidarme                            |          |          |          |          |          |          |          |          |          |          |          |          |          |          |          |  |
| Ylenia Padilla         | Las rubias no somos tontis                     |          |          |          |          |          |          |          |          |          |          |          |          |          |          |          |  |
| Sema García            | El reto más gordo                              |          |          |          |          |          |          |          |          |          |          |          |          |          |          |          |  |
| Cristina Rodríguez     | Te lo juro por Dior                            |          |          |          |          |          |          |          |          |          |          |          |          |          |          |          |  |
| Francisco Nicolás      | Bienvenido, Nicolás                            |          |          |          |          |          |          |          |          |          |          |          |          |          |          |          |  |
| Marco Ferri            | Ferri a Ibiza                                  |          |          |          |          |          |          |          |          |          |          |          |          |          |          |          |  |
| Ángel Garó             | Yo soy el señor Garó                           |          |          |          |          |          |          |          |          |          |          |          |          |          |          |          |  |
| Alba Carrillo          | Las pelotas de Alba                            |          |          |          |          |          |          |          |          |          |          |          |          |          |          |          |  |
| Carmen Borrego         | Campos de batalla / Ya son las ocho menos ocho |          |          |          |          |          |          |          |          |          |          |          |          |          |          |          |  |
| Kiko Matamoros         | El club del espectador                         |          |          |          |          |          |          |          |          |          |          |          |          |          |          |          |  |
| Carlos Lozano          | Defensor del espectador / La ruta de la sandía |          |          |          |          |          |          |          |          |          |          |          |          |          |          |          |  |
| Geles Hornedo          | Con M de Mujer                                 |          |          |          |          |          |          |          |          |          |          |          |          |          |          |          |  |
| Hugo Pesquera          | ¡Perro qué bien!                               |          |          |          |          |          |          |          |          |          |          |          |          |          |          |          |  |
| Belén Esteban          | Belén a bordo / Lo de Belén                    |          |          |          |          |          |          |          |          |          |          |          |          |          |          |          |  |
| Juan Serrato «Payasín» | Colorín colorado, Payasín te ha tocado         |          |          |          |          |          |          |          |          |          |          |          |          |          |          |          |  |
| Pepa Sanz «Pepitator»  | El plan Pantoja / Un príncipe para Pepicienta  |          |          |          |          |          |          |          |          |          |          |          |          |          |          |          |  |
| Christian Gálvez       | El tirón                                       |          |          |          |          |          |          |          |          |          |          |          |          |          |          |          |  |
| Jesús Sánchez Martos   | Una preguntita, doctor                         |          |          |          |          |          |          |          |          |          |          |          |          |          |          |          |  |
| Laura Madrueño         | El tiempo                                      |          |          |          |          |          |          |          |          |          |          |          |          |          |          |          |  |
| Rocío Carrasco         | Hable con ella                                 |          |          |          |          |          |          |          |          |          |          |          |          |          |          |          |  |
| Jorge Javier Vázquez   | Ding dong, Jorge Javier a domicilio            |          |          |          |          |          |          |          |          |          |          |          |          |          |          |          |  |
| Nacho Abad             | Las claves de Nacho Abad                       |          |          |          |          |          |          |          |          |          |          |          |          |          |          |          |  |

### Reporteros
| Reporteros                 | Información                      | Duración | Duración | Duración | Duración | Duración | Duración | Duración | Duración | Duración | Duración | Duración | Duración | Duración | Duración | Duración |
| Reporteros                 | Información                      | 2009     | 2010     | 2011     | 2012     | 2013     | 2014     | 2015     | 2016     | 2017     | 2018     | 2019     | 2020     | 2021     | 2022     | 2023     |
| -------------------------- | -------------------------------- | -------- | -------- | -------- | -------- | -------- | -------- | -------- | -------- | -------- | -------- | -------- | -------- | -------- | -------- | -------- |
| Luis García Temprano       | Reportero                        |          |          |          |          |          |          |          |          |          |          |          |          |          |          |          |
| Omar Suárez                | Reportero                        |          |          |          |          |          |          |          |          |          |          |          |          |          |          |          |
| César Toral «Escaleto»     | Reportero, guionista y redactor  |          |          |          |          |          |          |          |          |          |          |          |          |          |          |          |
| Laura Lago                 | Reportera                        |          |          |          |          |          |          |          |          |          |          |          |          |          |          |          |
| Ion Aramendi               | Reportero y presentador          |          |          |          |          |          |          |          |          |          |          |          |          |          |          |          |
| Verónica Rica              | Reportera                        |          |          |          |          |          |          |          |          |          |          |          |          |          |          |          |
| Miquel Serra               | Reportero                        |          |          |          |          |          |          |          |          |          |          |          |          |          |          |          |
| Adriana Abenia             | Reportera                        |          |          |          |          |          |          |          |          |          |          |          |          |          |          |          |
| Juanjo Perona              | Reportero                        |          |          |          |          |          |          |          |          |          |          |          |          |          |          |          |
| José Antonio León          | Reportero                        |          |          |          |          |          |          |          |          |          |          |          |          |          |          |          |
| Isa Morata                 | Reportera, guionista y redactora |          |          |          |          |          |          |          |          |          |          |          |          |          |          |          |
| Almudena Martínez «Chiqui» | Concursante de Gran Hermano 10   |          |          |          |          |          |          |          |          |          |          |          |          |          |          |          |
| Toni Díaz                  | Reportero                        |          |          |          |          |          |          |          |          |          |          |          |          |          |          |          |
| Fede Arias                 | Reportero y redactor             |          |          |          |          |          |          |          |          |          |          |          |          |          |          |          |
| Kike Calleja               | Reportero y periodista           |          |          |          |          |          |          |          |          |          |          |          |          |          |          |          |
| Sergi Ferré                | Reportero                        |          |          |          |          |          |          |          |          |          |          |          |          |          |          |          |
| Alejandra Andreu           | Reportera                        |          |          |          |          |          |          |          |          |          |          |          |          |          |          |          |
| Raúl Triguero              | Reportero                        |          |          |          |          |          |          |          |          |          |          |          |          |          |          |          |
| Kiti Gordillo              | Reportera                        |          |          |          |          |          |          |          |          |          |          |          |          |          |          |          |
| Germán González            | Reportero, guionista y redactor  |          |          |          |          |          |          |          |          |          |          |          |          |          |          |          |

## Espacios derivados
A lo largo de su historia, Sálvame contó con una serie de espacios derivados, desde celebraciones especiales o secciones hasta formatos con entidad propia.

### Sálvame «golfo» (2009)
A pesar de haber existido antes la edición nocturna que la vespertina, es destacable el llamado Sálvame «golfo». El espacio, denominado simplemente Sálvame, empezó sus emisiones con el objetivo de comentar Supervivientes y posteriormente pasó al late night de los viernes, cuando el propio equipo del programa lo apodó como «golfo» debido a su contenido sin restricciones a comparación con el formato diario. Aunque empezó siendo exitoso, tras el final del reality show de supervivencia y la mala acogida de El topo, fue perdiendo audiencia y acabaron sustituyéndolo por Sálvame Deluxe.

### Sálvame Pirata (2009-2010)
En Sálvame Pirata, formato que empezó en la web y que luego saltó a La Siete, Omar Suárez, Ion Aramendi y Miquel Serra entrevistaban a colaboradores y miembros del público asistente durante las pausas publicitarias, además de mostrar lo que ocurría en el programa en cada corte y detrás de las cámaras.

### La última cena (2010-2011)
La última cena fue un especial previo y posterior a las Campanadas de fin de año que darían la bienvenida al 2011, el cual contó con Jorge Javier Vázquez, Belén Esteban y el resto de colaboradores habituales. El especial congregó a 1.585.000 espectadores, lo que se tradujo en un 11,6% de cuota de pantalla.

### Semana grande de Sálvame (2014)
Durante la semana del 7 de julio de 2014, Sálvame celebró su quinto aniversario con la llamada Semana grande de Sálvame. Para ello, Ouka Leele plasmó en una instantánea el universo Sálvame como si fuera la Divina comedia de Dante Alighieri. Además, el lunes se encendió un pebetero con una antorcha que había sido portada por relevos por los presentadores, colaboradores y reporteros del programa (el primer relevo fue llevado a cabo por Mari, madre de Jorge Javier) mediante un recorrido que partió de la ciudad olímpica de Barcelona y que, tras realizar una ruta por los puntos más emblemáticos de Madrid, culminó en los estudios de Mediaset España. Cabe destacar también que los colaboradores dieron su primera rueda de prensa.
El martes y el miércoles, el programa realizó una retrospectiva repasando las imágenes más destacadas de sus cinco años de historia, con los testimonios de sus protagonistas. En cuanto al jueves, el llamado «día grande», pusieron en marcha una fiesta a modo de celebración con sorpresas para el equipo, entre las que destacaron visitas de seres queridos, recuerdos, llamadas, etc.
Por otro lado, el programa llevó a cabo una semana de puertas abiertas para que la gente pudiera ver la exposición Sálvame para coleccionistas, con objetos de culto relacionados con el programa, y una galería fotográfica titulada Cuando la vida se hizo tele, que reunía imágenes de la historia del formato, siendo guiados por alguno de los colaboradores.

#### Audiencias
| Fecha      | Audiencia | Cuota de pantalla |
| ---------- | --------- | ----------------- |
| 07/07/2014 | 1 973 000 | 19,2%             |
| 08/07/2014 | 1 778 000 | 17,8%             |
| 09/07/2014 | 1 844 000 | 18,5%             |
| 10/07/2014 | 2 163 000 | 22,2%             |

### Sálvame in love (2017)
La celebración de los 2.000 programas coincidió con el día de San Valentín. Así, el formato preparó un especial en el que el equipo protagonizó un flashmob con una versión del tema «Can't Take My Eyes Off You», varios rostros de Mediaset compartieron la historia de sus primeros amoríos, recrearon la caravana del amor con colaboradores y miembros del público para hablar con Jorge Javier de sus historias de amor, realizaron entrevistas íntimas, hubo visitas de familiares y amigos, regalos, mensajes, etc. El espacio, presentado por Jorge Javier Vázquez, Paz Padilla y Carlota Corredera, congregó a 1.571.000 espectadores (13%) en su versión Limón y a 2.029.000 (19,6%) en la versión Naranja.

### Sálvame Stars y Campanadas de Fin de Año (2017-2018)
Tras la cancelación de La noche en Paz, Telecinco decidió otorgar el programa especial de Nochevieja a Sálvame, que organizó un programa donde sus colaboradores cantaron canciones míticas de la música española junto a sus cantantes originales. Además, Kiko Hernández, Lydia Lozano, María Patiño, Mila Ximénez y Terelu Campos fueron los encargados de dar la bienvenida al 2018 dando las campanadas desde la Puerta del Sol.

#### Presentadores
| Presentador          | Información                                            |
| -------------------- | ------------------------------------------------------ |
| Jorge Javier Vázquez | Presentador del especial Sálvame Stars                 |
| Lydia Lozano         | Presentadora de las campanadas desde la Puerta del Sol |
| Kiko Hernández       | Presentador de las campanadas desde la Puerta del Sol  |
| Terelu Campos        | Presentadora de las campanadas desde la Puerta del Sol |
| María Patiño         | Presentadora de las campanadas desde la Puerta del Sol |
| Mila Ximénez         | Presentadora de las campanadas desde la Puerta del Sol |

#### Actuaciones
| Colaborador(es) | Colaborador(es)                                                                                                 | Acompañado(s) de...                      | Canción                                                           |
| Participantes   | |                                          |                                                                   |
| --------------- | --- | ---------------------------------------- | ----------------------------------------------------------------- |
| Participantes   | Alba Carrillo                                                                                                   | Karina                                   | «Las flechas del amor»                                            |
| Participantes   | Anabel Pantoja Rafa Mora Laura Fa                                                                               | Sonia Monroy Yola Berrocal Malena Gracia | «Ven, ven, ven»                                                   |
| Participantes   | Belén Esteban Gema López Belén Rodríguez                                                                        | María del Monte                          | «Cántame»                                                         |
| Participantes   | Chelo García-Cortés Alonso Caparrós Jesús Manuel Ruiz David Valldeperas                                         | Loco Mía                                 | «Locomía»                                                         |
| Participantes   | Lydia Lozano Gustavo González                                                                                   | Los Chunguitos                           | «Dame veneno»                                                     |
| Participantes   | María Patiño | Henry Méndez                             | «Rayos de sol»                                                    |
| Participantes   | Mila Ximénez Kiko Hernández Antonio Tejado                                                                      | Marta Valverde                           | Mix de ABBA («Take a Chance on Me», «Dancing Queen» y »Waterloo») |
| Participantes   | Terelu Campos Omar Suárez                                                                                       | Marta Sánchez                            | «Soldados del amor»                                               |
| Participantes   | María Patiño Mila Ximénez Alba Carrillo Kiko Hernández Belén Esteban Lydia Lozano Terelu Campos Belén Rodríguez | Jorge Javier Vázquez                     | «Amistad imperfecta»                                              |

#### Audiencias
| Canal     | Programa                      | Audiencia | Cuota de pantalla |
| --------- | ----------------------------- | --------- | ----------------- |
| Telecinco | Sálvame Stars                 | 1 232 000 | 10,8%             |
| Telecinco | Sálvame Stars: Las campanadas | 1 323 000 | 10,1%             |
| Cuatro    | Sálvame Stars: Las campanadas | 267 000   | 2,0%              |

### Sálvame Marbella y tal y tal (2019)
El 8 de agosto de 2019, el programa dedicó su espacio a un especial denominado Sálvame Marbella y tal y tal, en el que repasarían cómo era la vida en la Marbella de los años 90 con personalidades como Jesús Gil, M.ª Ángeles Marín, Gunilla von Bismarck, Jaime de Mora y Aragón, el rey Fahd o Raymond Nakachian y Kimera. Para ello, el programa contó con la colaboración especial de Ania Iglesias –segunda finalista de Gran Hermano 1– para caracterizar a los colaboradores de dichas personalidades, y con el testimonio de Rappel, Rosa Villacastín, Olivia Valère y otras personas relacionadas. El especial reunió a 1.361.000 (12,5%) en Sálvame Limón y a 1.706.000 (19,7%) en Sálvame Naranja.
| Colaborador/a       | Caracterizado/a como…  |
| ------------------- | ---------------------- |
| Antonio Montero     | Jaime de Mora y Aragón |
| Chelo García-Cortés | Jesús Gil              |
| Gema López          | Kimera                 |
| Kiko Hernández      | Rey Fahd               |
| Lydia Lozano        | Gunilla von Bismarck   |
| Mila Ximénez        | Ella misma             |

### Sálvame Banana (2019-2020)
El 2 de octubre de 2019, se emitió por primera vez Sálvame Banana. Fue una extensión de Sálvame Limón y Sálvame Naranja que se emitió en el tramo del programa (de 20:00 a 21:10) con menos restricciones debido a la franja horaria. Desde el 9 de marzo de 2020, debido a la emisión de un programa especial, el programa pasó a llamarse Sálvame Tomate hasta 2021.

### Sálvame Cereza (2020)
El 3 de febrero de 2020, Sálvame Cereza sustituyó a Sálvame Limón de manera puntual debido al estreno –en simulcast con Divinity– de la telenovela turca Amar es primavera: Cherry season dentro del espacio. Esta práctica había sido llevada a cabo en otras ocasiones con Kara Sevda: Amor eterno, Sühan: Venganza y amor, Dolunay y Habitación 309, aunque no se produjo ningún cambio en la marca del programa como en este caso.

#### Audiencias
| Fecha      | Programa                                | Audiencia | Cuota de pantalla |
| ---------- | --------------------------------------- | --------- | ----------------- |
| 23/10/2018 | Sálvame: Kara Sevda, amor eterno        | 1 190 000 | 10,5%             |
| 29/01/2019 | Sálvame: Sühan, venganza y amor         | 1 205 000 | 9,2%              |
| 16/09/2019 | Sálvame: especial Dolunay, luna llena   | 1 147 000 | 9,5%              |
| 03/01/2020 | Sálvame Cereza: Amar es primavera       | 1 203 000 | 10,7%             |
| 27/07/2020 | Sálvame Limón: Habitación 309           | 1 281 000 | 11,4%             |
| 18/08/2020 | Sálvame Limón: Habitación 309 (La boda) | 1 179 000 | 10,6%             |

### Sálvame Tomate (2020-2021)
El 9 de marzo de 2020, con motivo del trigésimo aniversario de Telecinco, Sálvame llevó a cabo un homenaje a Aquí hay tomate, uno de los programas dedicados a la prensa rosa más exitosos de la historia del canal. Así, el último tramo del programa (de 20:00 a 21:00) contó con Jorge Javier Vázquez y Carmen Alcayde como presentadores desde la clásica mesa del espacio, con conexiones en directo con los reporteros Mar Torres, Miquel Serra y Alfonso Ferrandis, y con otros elementos característicos como la escenografía, los grafismos, los cebos, los vídeos cortos y el estilo irónico y ácido. Tras el especial, que acumuló un 16,2% de cuota de pantalla con 2.197.000 espectadores, el programa mantuvo la denominación Sálvame Tomate para este último tramo, que desde octubre de 2019 hasta entonces era conocido como Sálvame Banana.
Este fragmento del programa se emitió por última vez el 16 de abril de 2021 (un año y 38 días después de su estreno) y fue sustituido por la remesa diaria de El precio justo, volviendo así al horario habitual del programa durante sus primeros diez años en antena. El 15 de junio de 2021, con motivo de la emisión de la Eurocopa y los índices de audiencia del concurso, regresó Sálvame Tomate, el cual volvió a ser retirado para emitir en su lugar Alta tensión entre el 6 y el 10 de septiembre, de modo que este tramo del programa tuvo cabida de nuevo en la programación de Telecinco, aunque de manera ocasional.

### Sálvame: El último viaje de Rocío (2021)
El 14 de diciembre de 2021, durante cuatro horas, el programa fue dedicado por entero a la memoria de Rocío Jurado con imágenes de su vida, actuaciones musicales en su honor y desvelando algunas de sus pertenencias de la mano de su hija, Rocío Carrasco. Los artistas que interpretaron temas de «la más grande» fueron: Miguel Poveda («Fuego fatuo»), India Martínez («Sevilla»), Lorena Gómez («Como las alas al viento»), Gonzalo Hermida («Mi amante amigo»), Anabel Dueñas («Señora»), Adrián Martín («Como una ola») y Marta Sánchez («Como yo te amo»).

### Sálvame: Navidad musical (2021)
El 24 de diciembre, Carlota Corredera y seis colaboradores del espacio –Carmen Alcayde, Carmen Borrego, Lydia Lozano, Alonso Caparrós, Chelo García-Cortés y Víctor Sandoval– se pusieron en la piel de los actores protagonistas de algunos de los espectáculos musicales más famosos de la historia cantando y bailando sus temas más emblemáticos. En el especial Sálvame: Navidad Musical, encarnaron a Raffaella Carrà («Fiesta»), Liza Minnelli («Cabaret»), Marisol («Estando contigo»), Lina Morgan («Gracias por venir»), Gene Kelly («Singing in the rain»), Julie Andrews («Do-Re-Mi») y Conchita Velasco («Chica ye ye»), respectivamente, y sus actuaciones fueron valoradas por un jurado integrado por el cantautor y productor musical Alejandro Abad, la cantante Soraya Arnelas y una imitación de Risto Mejide, interpretada por Josep Ferré. La ganadora de esta entrega especial fue Carmen Alcayde, programa que culminó con una versión propia del clásico «All I Want for Christmas Is You» de Mariah Carey por parte de todos.

### Sálvame Lemon Tea (2022)
Entre el 17 de enero y el 25 de marzo de 2022, María Patiño y Terelu Campos estuvieron al frente de Sálvame Lemon Tea para analizar las noticias más relevantes del mundo del corazón. Con estilos diferentes y, a veces, incluso contrapuestos, se reunían de 16:00 a 17:00 en el plató del programa para compartir sus puntos de vista e interpretar las principales claves que rodeaban a los temas del corazón más candentes.
El 21 de marzo de 2022, coincidiendo con las vacaciones de María Patiño, Adela González presentó el espacio junto a Terelu. Finalmente, desde el 28 de marzo, el tramo recuperó el nombre de Sálvame Limón y pasó a ser presentado por Jorge Javier Vázquez (Núria Marín o Terelu Campos en su sustitución) junto a Adela González, manteniendo un estilo similar al del Lemon Tea hasta el 19 de abril, momento en que se recuperó el formato original sin apenas distinción de la versión Naranja.

### Lo de Belén (2022)
Entre el 28 de marzo y el 14 de abril de 2022, Belén Esteban recibió diariamente a una serie de personas anónimas o conocidas que asistían al plató para contar sus testimonios e historias más personales sobre un tema en concreto. El talk show ocupaba parte de la última hora dentro de Sálvame Naranja.

### Sálvame Sandía (2022/2023)
El 4 de julio de 2022, tras el final de Ya son las ocho, Telecinco volvió a alargar Sálvame durante el verano en un último tramo que ocuparía la franja que va desde las 20:00 hasta las 21:05. Así, aparte de la tónica habitual en plató, Carlos Lozano regresó al formato para llevar a cabo la «ruta de la sandía», llevando con una autocaravana las cámaras del programa por todas las playas de España para conocer las opiniones de los espectadores sobre el formato, sus contenidos y sus protagonistas. Sin embargo, «la ruta de la sandía» no funcionó y enseguida volvieron las situaciones de plató, en la línea de lo que fueron en su día Sálvame Banana o Sálvame Tomate, aunque aprovecharon el fichaje de Carlos Lozano para conducir junto a los presentadores habituales esta última hora. En esta parte del programa, se dedicaron a someter a los colaboradores a retos, a realizarles pruebas sobre su nivel de estrés o a buscar pareja tanto a Carlos Lozano como a Terelu Campos en la sección Su media sandía, así como a tratar el crimen de los marqueses de Urquijo con un documental y un debate tras el fallecimiento reciente de Juan Manuel de la Sierra, hijo menor de dichos marqueses.
El 16 de septiembre, por su parte, Carlos Lozano volvió a dejar el programa ante el regreso de Jorge Javier Vázquez, de modo que Sálvame Sandía volvió a ser un prolongación de Sálvame Naranja sin apenas diferencias. Esta parte se mantuvo hasta el 31 de octubre, ya que llegaría Café con aroma de mujer a Telecinco.
El 21 de noviembre de 2022, tras los malos resultados de audiencia de Café con aroma de mujer, volvió a emitirse esta prolongación del programa hasta el 16 de diciembre, ya que el día 19 se estrenaron los concursos 25 palabras y Reacción en cadena en las tardes de Telecinco, concretamente entre las 19:15 y las 21:05, moviendo así su última hora de Sálvame Naranja a  Mitele Plus. Cabe destacar que, en esta breve etapa del Sandía, el formato se abrió a los sucesos con el periodista Nacho Abad con la sección Las claves de Nacho Abad. El tramo volvió el último día del programa, ya que finalizó a las 21:00 horas.

### Sálvame Naranja Plus (2022-2023)
Desde el 19 de diciembre de 2022 hasta el 20 de junio de 2023, con motivo del estreno del concurso 25 palabras, el programa movió la última hora de Sálvame Naranja (19:15-20:00) a Mitele Plus, el servicio OTT de pago de Mediaset.

## Críticas y polémicas

### La opinión de la crítica: algunos hechos de gran repercusión en los medios de comunicación
El formato de Sálvame fue catalogado a menudo por la crítica con el término telebasura. Se le acusaba de abusar del morbo y de la utilización sistemática de lenguaje grosero, descalificaciones, campañas de acoso y derribo hacia determinados personajes de la prensa rosa, agresiones verbales y peleas. Su emisión diaria en horario de protección infantil fue especialmente criticada incluso por organismos públicos, que denunciaron «casos que pueden vulnerar los derechos de los menores de edad, entre los que se encuentran la explicación y dramatización del uso de juguetes sexuales y una intervención de una colaboradora del programa en la que trivializa sobre el aborto en menores».
Una de las principales críticas se centraba en Jorge Javier Vázquez, quien ya había participado en programas similares como Aquí hay tomate, y quien es considerado uno de los presentadores televisivos más controvertidos y polémicos en España. El periodista defendió reiteradamente el programa, alegando entre otras cosas que se trataba de «neorrealismo televisivo, no telebasura» y llegando a afirmar sobre el mismo que «somos como la película de La parada de los monstruos, donde salen un montón de freaks que resultan ser los que mejor corazón tienen».
Desde su nacimiento el 27 de abril de 2009, numerosos personajes públicos aparecieron en el programa para colaborar y dar su opinión a través de este espacio que empezó con la colaboración de Belén Esteban, Rosa Benito, Kiko Hernández, Lydia Lozano, Karmele Marchante y Mila Ximénez para comentar «en clave de humor» los resúmenes diarios de Supervivientes. Meses después, Pipi Estrada y Jimmy Giménez-Arnau se incorporaron a la plantilla de colaboradores y pronto empezaron las peleas en directo, desplazando así el contenido formal del programa. Uno de sus momentos más criticados fue la pelea que se produjo el 23 de julio de 2009 entre estos, quienes se agredieron mutuamente en uno de los descansos del programa y resultaron heridos. Este hecho hizo que arreciaran las críticas al programa que, además, ofreció las imágenes de lo sucedido a través de la emisión «pirata». Sin embargo, al día siguiente, el presentador expulsó a Pipi Estrada del programa por su altercado con el periodista, que resultó fracturado y tuvo que ser ingresado en el hospital. No obstante, las peleas dialécticas y discusiones subidas de tono siguieron siendo habituales en Sálvame, a pesar de las críticas recibidas.
En septiembre de 2009, el Consejo Audiovisual de Andalucía (CAA), órgano de control de la Junta de Andalucía para los medios audiovisuales, pidió a la Secretaría de Estado de Telecomunicaciones y para la Sociedad de la Información (SETSI) la retirada de Sálvame en horario de protección infantil, considerándolo telebasura y denunciando que «choca de forma incuestionable con las garantías de efectiva protección de los menores a las que obliga legalmente la normativa europea de Televisión Sin Fronteras». Según esta reclamación, «desde el pasado 4 de septiembre, el CAA viene observando un preocupante incremento de contenidos no aptos para menores en el programa de Telecinco, que se emite de lunes a viernes de 16:00 a 19:00 horas, y en el que sus protagonistas llegan a mofarse de las medidas de protección a la audiencia infantil y la juventud que nuestro ordenamiento jurídico recoge en la Ley 25/94».
También en 2009, el programa se vio envuelto en polémica al serle concedido el Premio Ondas (en el apartado de mejor presentador de televisión) a su presentador Jorge Javier Vázquez, lo que fue considerado «vergonzoso» por buena parte de los profesionales del sector, y que llevó incluso a que Carles Francino, que debía entregarle el premio, se negara a hacerlo, siéndole entregado por Arturo Valls, compañero de cadena del presentador. El viernes 15 de julio de 2011, la Asociación de Usuarios de la Comunicación (AUC) pidió la retirada de Sálvame del horario de tarde en que se emitía de lunes a viernes. Según informaba El Mundo, le exigían a Telecinco un mayor esfuerzo en la protección de los menores y destacaba además el verano como época principal.
Otro de los escándalos que tuvo repercusiones en la prensa escrita en febrero de 2012 fue el trato proporcionado a la presentadora de televisión Mayra Gómez Kemp, cuando estando bajo un severo tratamiento contra el cáncer y pese a su expresa petición en sentido contrario, hubo de esperar tres horas en la sala de invitados antes de su acceso al plató, lo que provocó la indignación de la presentadora.

### Críticas de Mediaset
En junio de 2010, Mercedes Milá fue la primera presentadora de Mediaset en criticar públicamente los contenidos de Sálvame, así como el tratamiento que daba el programa a los temas que abordaba. Milá expresó que se avergonzaba «de pertenecer a la misma empresa que está echando por tierra a personajes antes de ser juzgados».

### Polémica de Eurovisión 2010
Para la preselección española del Festival de la Canción de Eurovisión 2010, la colaboradora Karmele Marchante se presentó con el seudónimo de Pop Star Queen y con su canción, «Soy un tsunami», la periodista del corazón llegó a posicionarse primera de la clasificación de la votación previa en Internet, llegando a contar con 30.000 votos de diferencia con la segunda clasificada, Coral Segovia (los candidatos eran votados a través de la página web). Sin embargo, en enero de 2010, Karmele fue expulsada de la votación junto a otros candidatos por incumplir las reglas del concurso. La primera, que había presentado la canción antes de octubre de 2009, fecha en que RTVE debía tenerlas en exclusiva; la segunda, que Karmele había incluido antiguas letras franquistas en su canción; y la tercera, que la canción no debía contener publicidad y Karmele había incluido la palabra «Carrefour». A raíz de esto, Karmele mostró su indignación en el programa ya que, según alegaba, si había incumplido las reglas, RTVE no debería haberla aceptado desde el principio. Incluso sus fanes y ella misma convocaron una manifestación a las puertas de RTVE, a la que finalmente acudieron cuatro personas, pero no la periodista. Telecinco, que apoyaba a la colaboradora, dijo que el comportamiento de RTVE con Karmele era «anticonstitucional y antidemocrático», e incluso hizo una encuesta en su página web para saber la opinión de los internautas, la cual se saldó con un 95% de votos en contra de que Karmele acudiera a Eurovisión, aunque la propia Telecinco dijo que había sido manipulada.

### Polémicas de los colaboradores: algunos hechos de gran repercusión popular
En el transcurso de los años de emisión del programa, se sucedieron múltiples polémicas y discusiones entre los colaboradores, muchas de las cuales terminaron con un ataque de ansiedad en la enfermería de Mediaset. Chelo García-Cortés (junio de 2012), Rosa Benito (agosto de 2012 y octubre de 2013) o Mónica Vergara (febrero de 2013) fueron algunas de las colaboradoras que sufrieron un ataque de ansiedad después de vivir alguna bronca en el programa. Algunas invitadas como Paqui Muñoz «La Coles» o Miriam Sánchez también lo sufrieron. En otras ocasiones, algún colaborador terminó en enfermería tras sufrir algún percance doméstico en directo, como Karmele Marchante (después de darse un golpe en el pie con el pulpillo) o Lydia Lozano (sufrió una lesión en la espalda cuando uno de los invitados de la sección Quédate conmigo bailó con ella). En todos los casos, las cámaras grabaron lo que ocurría a las puertas de la enfermería, siendo otro de los momentos más criticados y controvertidos por la opinión popular. También tuvo su impacto el accidente sufrido por Rosa Benito en directo, cuando la colaboradora se cayó al suelo en un momento de confusión y fue trasladada de inmediato al hospital, volviendo al programa horas después.
Las discusiones en directo también fueron muy frecuentes. Algunas de ellas terminaron con la salida temporal de algún colaborador como Karmele Marchante (mayo de 2011), Mila Ximénez (diciembre de 2011), Rosa Benito (julio de 2012 y octubre de 2013) o Belén Esteban (septiembre de 2012 y abril de 2013). Esta última tuvo un duro enfrentamiento con Kiko Hernández y abandonó temporalmente el programa durante tres meses, regresando en diciembre de 2012. En abril de 2013, volvió a tener una gran discusión con la periodista Lydia Lozano, lo que la llevó a abandonar de nuevo el programa durante seis meses.
Una de las salidas más sonadas fue la de Rosa Benito. En octubre de 2013, pocos días antes de la vuelta de su amiga y compañera Belén Esteban, Rosa Benito, hundida en una profunda depresión por diversos problemas personales y debido a la presión mediática, abandonaba el programa por una fuerte crisis de ansiedad. Volvía en diciembre de 2013 pero, a los pocos días, Rosa se iba de nuevo tras sufrir una fuerte recaída. El colapso de la colaboradora la llevaría a ser recluida en una clínica psiquiátrica en la que estaría incomunicada durante un período largo. La retirada total de la tertuliana de los medios preocuparía a todos y obligaría al programa a dejar de hablar de ella. La colaboradora desaparecería así de la televisión por una temporada larga e indefinida. Luego, después de más de cuatro meses de ausencia, en abril de 2014, Rosa Benito regresaría por todo lo alto a Sálvame Deluxe, programa en el que confesaba estar completamente recuperada, con ganas de vivir y empezar una nueva vida desde el punto de partida.
Otra marcha muy polémica fue la de Terelu Campos. La presentadora y colaboradora anunciaba por sorpresa, en enero de 2014, que había decido dejar el programa por un período indefinido. Su explicación fue que simplemente quería retomar y reconstruir su vida personal. Terelu Campos acabaría por volver ocho meses después, en septiembre de 2014.
Muy sonada fue también la discusión en directo entre Jorge Javier Vázquez y María Teresa Campos dentro de la sección La defensora de la audiencia en octubre de 2012. La entonces presentadora de ¡Qué tiempo tan feliz! abandonó temporalmente su sección hasta enero de 2013.
Paz Padilla también viviría momentos polémicos en directo con la cantante Yurena, la cual declaró recibir un trato inapropiado por la presentadora después de caerse por las escaleras del plató mientras cantaba. La llegada de Chelo García-Cortés a Sálvame, procedente de la competencia (del programa ¿Dónde estás corazón? de Antena 3) también causó numerosas polémicas, tanto por las pocas intervenciones que hacía cada tarde (un notario contabilizó que la periodista habló solamente dos minutos en cuatro horas de programa), como por sus acusaciones de ser un topo.
Por otro lado, en momentos puntuales del programa se hicieron bromas a algunos colaboradores, las cuales también causaron momentos polémicos y los afectados por esas bromas manifestaron recibir un trato vejatorio. Fue el caso de la periodista Lydia Lozano, después de que se le estrellara un huevo de avestruz en el pelo. Del mismo modo, el 28 de diciembre de 2012 (día de los Santos Inocentes) se simuló el secuestro del coche en el que viajaba la periodista Karmele Marchante para acudir a Mediaset.
En diciembre de 2012, los colaboradores de Sálvame utilizaron el plató de El programa de Ana Rosa en una de sus emisiones y se llevaron algunos objetos del decorado. Esto provocó el enfado de la presentadora, Ana Rosa Quintana.
Las entrevistas que realizó Kiko Hernández en la revista ¡Qué me dices! a los diferentes colaboradores de Sálvame también causaron algunos momentos polémicos. En estas entrevistas, algunos de ellos dieron datos de la vida privada de varios de sus compañeros de trabajo. Es el caso de la entrevista de Jimmy Giménez-Arnau, en la que hablaba negativamente de Lydia Lozano y de Chelo García-Cortés. Además, en una portada de esta revista, los lectores pudieron poner cara al marido de Lydia Lozano, Charly (personaje hasta entonces desconocido), que aparecía junto a su mujer. Esta foto fue realizada sin consentimiento de la pareja, lo cual causó un gran disgusto a la periodista. En la revista ¡Qué me dices!, también aparecieron fotografías en topless de la presentadora Paz Padilla, lo cual provocó la indignación de la humorista, entre otras controversias.

### Ultimátum de la Comisión Nacional de los Mercados y la Competencia y adecuación del programa
El día 17 de diciembre de 2014, la Comisión Nacional de los Mercados y la Competencia amenazó a Mediaset España con eliminar el formato de Sálvame por vulnerar el horario infantil protegido. Cabe destacar que el programa recibió en sus inicios la calificación de 'apto para todos los públicos, cambiando a mediados del 2013 a no recomendado para menores de 7 años. Como consecuencia de la advertencia, el presentador apareció en pantalla y se dirigió a los espectadores para contar lo que había sucedido y para reivindicar su derecho a emitir libremente los contenidos en Sálvame, iniciando a su vez unas campañas publicitarias a través de televisión y de las redes sociales bajo los lemas «Más Sálvame que nunca» y «Yo veo Sálvame».
Finalmente, el programa continuó sus emisiones adecuando sus contenidos y las calificaciones por edades. De este modo, desde el 22 de diciembre de 2014, Sálvame se dividió en Sálvame Limón, emitido de 16:00 a 17:00 con una calificación de no apto para menores de 12 años y con libertad para emitir ciertos contenidos, y Sálvame Naranja, emitido de 17:00 a 20:05 con una calificación de no apto para menores de 7 años y unos contenidos más limitados. Luego, en octubre de 2019, el programa se alargó una hora más con Sálvame Banana, llamado desde marzo de 2020 Sálvame Tomate y desde julio de 2022, Sálvame Sandía, con contenidos menos restringidos que los de las versiones Limón y Naranja. Las versiones Banana, Tomate y Sandía fueron calificadas como no recomendadas para menores de 16 años. Además, desde finales de 2022, las versiones Limón y Naranja alternaban sus calificaciones de +12 y +7 con la de +16 debido al fin del horario protegido en octubre de 2022. Desde abril de 2023 hasta su final, fueron calificadas ambas como +16.

### Escándalo por un supuesto espionaje ilegal a famosos
El 25 de marzo de 2022, Sálvame volvió a estar en el foco debido a una polémica que saltó sobre la dirección del magacín presentado por Jorge Javier Vázquez. En este caso, los responsables podrían haber impulsado un supuesto espionaje ilegal a más de 140 famosos para obtener información con la que llenar el contenido del programa (documentos, conversaciones telefónicas, mensajes de WhatsApp e incluso imágenes y vídeos sexuales).
Detrás de la revelación de datos privados podría estar un policía amigo del periodista Gustavo González, quien formaría parte de los investigados por esta trama junto a David Valldeperas y otras siete personas más del equipo del programa, incluyendo a la propia productora como persona jurídica. De este modo, los medios apuntaron a que a los investigados se les podría acusar de un supuesto delito de Descubrimiento y Revelación de Secretos, que contemplaba «una pena de prisión entre 1 y 3 años y es individual para cada víctima, por lo que a falta del informe de acusación del fiscal, se podría hablar de penas de hasta 100 años de cárcel, todo ello sin contar la cifra a la que podría ascender las multas».
En un comunicado difundido en la tarde del sábado 26 de marzo, La Fábrica de la Tele negó la información publicada por El Mundo, alegando que «ni la policía ni ninguna autoridad judicial han adoptado ninguna medida de investigación respecto a La Fábrica de la Tele». Finalmente, por falta de pruebas que demostraran que La Fábrica de la Tele hubiera pagado a un policía a cambio de información confidencial, la productora se libró del delito de cohecho un año después.

## Merchandising
A lo largo de su historia, el programa lanzó varios productos al mercado utilizando su marca. Entre ellos, destacaban el juego de mesa con preguntas sobre el formato y el mundo del corazón, las revistas Sálvame y El club de Sálvame, los Pasatiempos Sálvame, el Bingo en casa: Edición Sálvame —un bingo electrónico locutado por Lydia Lozano y Kiko Hernández— e incluso un complejo vitamínico que funcionaba como complemento alimenticio denominado Sálvame el día. Asimismo, el espacio lanzó un libro de cocina llamado Las recetas de Sálvame, un robot de cocina como el utilizado en la sección Las meriendas de Sálvame, camisetas y hasta elementos como anillos o un colchón.

## Imagen del programa

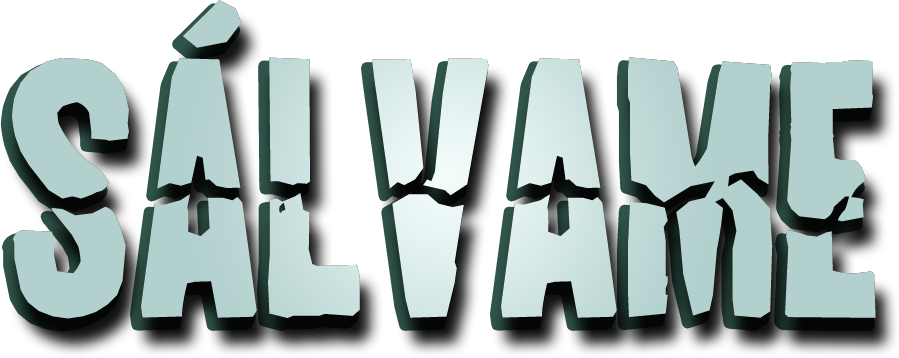
2009-2012
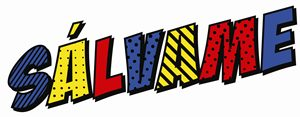
2012-2018
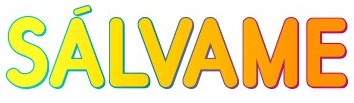
2018-2022
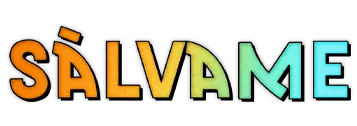
2022
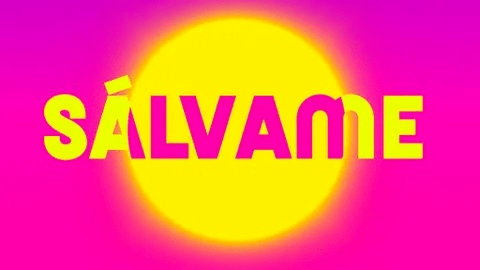
2022-2023

## Audiencias
| Temporada | Estreno             | Final                   | Audiencia    | Audiencia         | Audiencia |
| Temporada | Estreno             | Final                   | Espectadores | Cuota de pantalla |           |
| --------- | ------------------- | ----------------------- | ------------ | ----------------- | --------- |
| 1         | 27 de abril de 2009 | 31 de diciembre de 2009 | 1 705 000    | 16,1%             |           |
| 2         | 4 de enero de 2010  | 31 de diciembre de 2010 | 1 858 000    | 17,5%             |           |
| 3         | 3 de enero de 2011  | 30 de diciembre de 2011 | 1 971 000    | 18,1%             |           |
| 4         | 2 de enero de 2012  | 31 de diciembre de 2012 | 1 848 000    | 16,4%             |           |
| 5         | 2 de enero de 2013  | 31 de diciembre de 2013 | 1 836 000    | 16,9%             |           |
| 6         | 2 de enero de 2014  | 31 de diciembre de 2014 | 1 880 000    | 17,5%             |           |
| 7         | 2 de enero de 2015  | 31 de diciembre de 2015 | 1 893 000    | 17,7%             |           |
| 8         | 4 de enero de 2016  | 30 de diciembre de 2016 | 1 812 000    | 17,1%             |           |
| 9         | 2 de enero de 2017  | 29 de diciembre de 2017 | 1 702 000    | 16,3%             |           |
| 10        | 2 de enero de 2018  | 31 de diciembre de 2018 | 1 740 000    | 16,2%             |           |
| 11        | 2 de enero de 2019  | 31 de diciembre de 2019 | 1 755 000    | 16,9%             |           |
| 12        | 2 de enero de 2020  | 31 de diciembre de 2020 | 1 992 000    | 17,1%             |           |
| 13        | 1 de enero de 2021  | 31 de diciembre de 2021 | 1 707 000    | 16,4%             |           |
| 14        | 1 de enero de 2022  | 30 de diciembre de 2022 | 1 215 000    | 13,2%             |           |
| 15        | 1 de enero de 2023  | 23 de junio de 2023     | 1 223 000    | 13,5%             |           |
| Media     | Media               | Media                   | 1 742 000    | 16,5%             |           |

## Premios y nominaciones

### Premios Ondas
| Año  | Categoría                       | Otorgado a           | Resultado |
| ---- | ------------------------------- | -------------------- | --------- |
| 2009 | Mejor presentador de televisión | Jorge Javier Vázquez | Ganador   |

### Premios Shangay
| Año  | Categoría                       | Otorgado a           | Resultado |
| ---- | ------------------------------- | -------------------- | --------- |
| 2009 | Mejor presentador de televisión | Jorge Javier Vázquez | Ganador   |

### TP de Oro
| Año  | Categoría                                       | Otorgado a           | Resultado |
| ---- | ----------------------------------------------- | -------------------- | --------- |
| 2009 | Mejor presentador/a de variedades y espectáculo | Jorge Javier Vázquez | Nominado  |
| 2009 | Mejor programa de espectáculo y entretenimiento | Sálvame              | Nominado  |
| 2010 | Mejor magacín                                   | Sálvame              | Nominado  |
| 2011 | Mejor magacín                                   | Sálvame              | Nominado  |

### ExpoGays
| Año  | Categoría                         | Otorgado a           | Resultado |
| ---- | --------------------------------- | -------------------- | --------- |
| 2011 | Mejor programa de entretenimiento | Sálvame              | Ganador   |
| 2011 | Mejor presentador de la década    | Jorge Javier Vázquez | Ganador   |

### Laurel de Oro
| Año  | Categoría                       | Otorgado a            | Resultado |
| ---- | ------------------------------- | --------------------- | --------- |
| 2012 | Mejor programa magacín          | Sálvame               | Ganador   |
| 2012 | Mejor productora de televisión  | La Fábrica de la Tele | Ganador   |
| 2012 | Mejor colaborador de televisión | Luis Rollán           | Ganador   |

### Premios Kapital
| Año  | Categoría                         | Otorgado a           | Resultado |
| ---- | --------------------------------- | -------------------- | --------- |
| 2012 | Mejor presentador                 | Jorge Javier Vázquez | Ganador   |
| 2015 | Mejor programa de entretenimiento | Sálvame              | Ganador   |

### Premios Iris
| Año  | Categoría            | Otorgado a | Resultado |
| ---- | -------------------- | ---------- | --------- |
| 2019 | Premio de la crítica | Sálvame    | Ganador   |